# Gewandhaus (Leipzig)

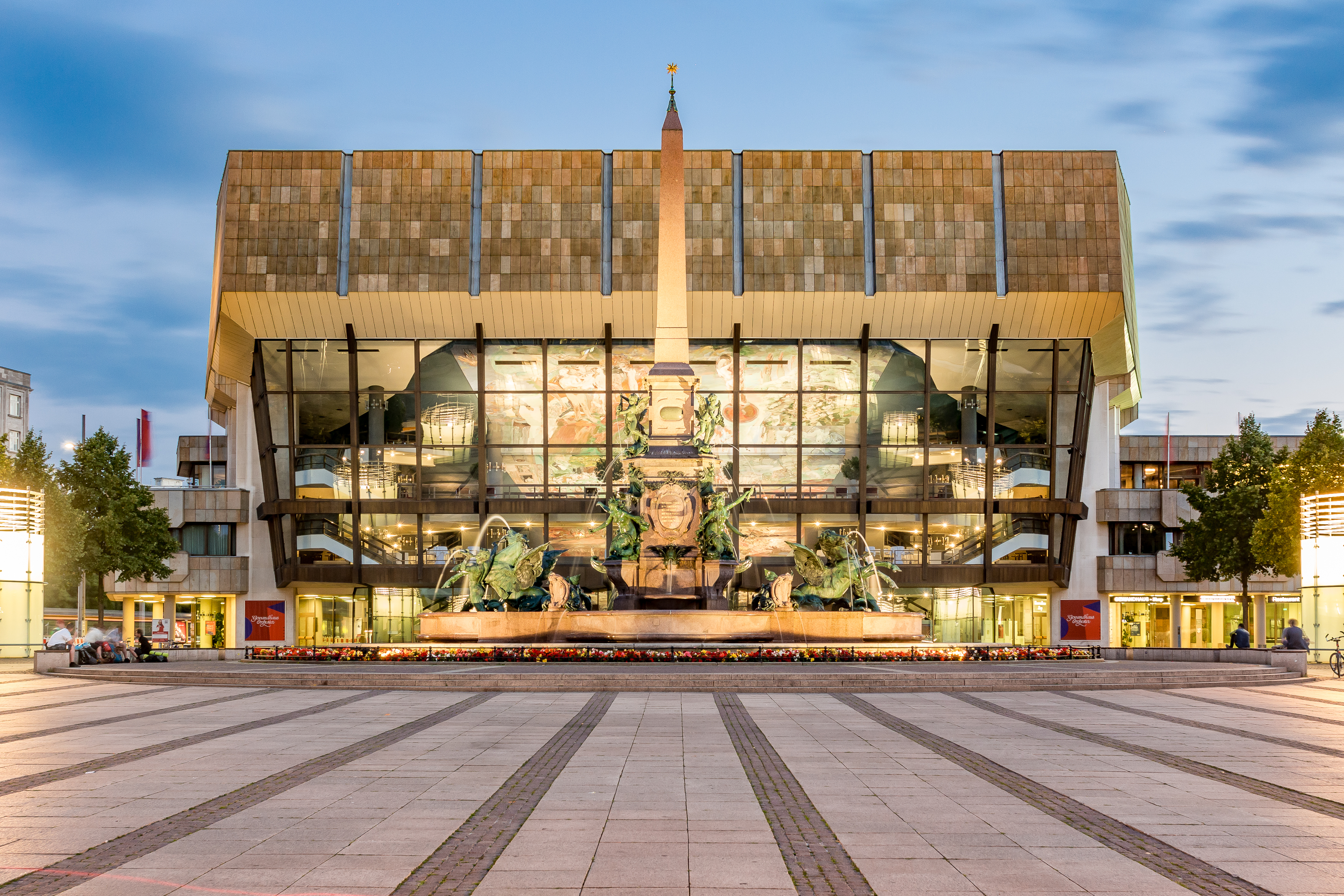
Das heutige Gewandhaus am Augustusplatz, davor der alte Mendebrunnen (2016)

Das Gewandhaus zu Leipzig ist ein 1981 eingeweihtes Konzertgebäude am Augustusplatz in der Innenstadt von Leipzig. Zuvor gab es bereits zwei ebenfalls Gewandhaus genannte Vorgängerbauten an anderen Stellen, die als Heimstätten des Gewandhausorchesters dienten, nämlich das erste Gewandhaus von 1781 in der Altstadt und das zweite Gewandhaus von 1884 im Musikviertel.
Darüber hinaus ist das Gewandhaus zu Leipzig einer der kulturellen Eigenbetriebe der Stadt Leipzig, zu dem neben dem Konzerthaus und Orchester auch der Gewandhausorganist, der GewandhausChor sowie der GewandhausKinderchor gehören. Außerdem existieren verschiedene Kammermusikensembles wie beispielsweise das Gewandhaus-Quartett, das Gewandhaus-Bläserquintett und Gewandhaus Brass Quintett. Seit 1998 steht das Gewandhaus unter der Intendanz von Gewandhausdirektor Andreas Schulz.
Das heutige Neue Gewandhaus und seine Vorgängerbauten sowie musikgeschichtlich bedeutsame Objekte im Zentrum und anderen Stadtteilen sind Stationen von Spazierwegen der Notenspur und des Notenbogens durch die Musikstadt Leipzig. Startpunkt (Station 1) des ersten Rundgangs ist am Gewandhaus.

## Erstes Gewandhaus (1781)

### Vorgeschichte

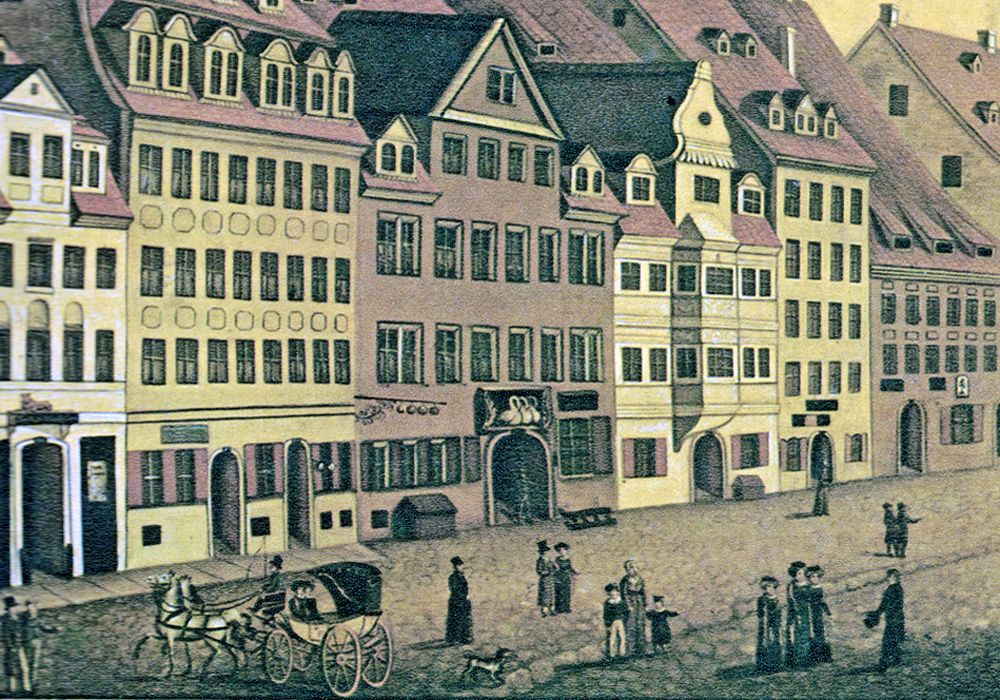
Gasthof „Drei Schwanen“ am Brühl (Bildmitte, um 1800)

1743 fanden sich in Leipzig 16 Adlige, Bürger und Kaufleute zusammen, um den Konzertverein Großes Concert zu gründen. Er bestand zunächst aus 16 Musikern. Das erste Konzert fand am 11. März 1743 statt. Im Gegensatz zu den damals üblichen „Collegia musica“, studentischen Musiziergemeinschaften, finanzierte dieses Orchester sich durch hohe Jahresbeiträge seiner Mitglieder und wurde von einigen weiteren, nicht musizierenden Personen, der späteren Gewandhausdirektion, zunächst ehrenamtlich verwaltet. Zunächst fanden die Konzerte in Häusern von Bürgern statt. Aufgrund des regen Publikumsinteresses mieteten die Musiker alsbald einen Saal im Gasthaus „Drey Schwanen“ am Brühl, in welchem die Konzerte ab 1744 erklangen. Den Saal des Gasthofs ließ der Leipziger Rauchwarenhändler und Kunstmäzen Gottlieb Benedict Zemisch (1716–1789) auf eigene Kosten zum Konzertsaal umbauen, der für 30 Jahre zur Heimstatt der Konzerte wurde. Zemisch hatte deren Direktion bis 1775 inne.

### Geschichte

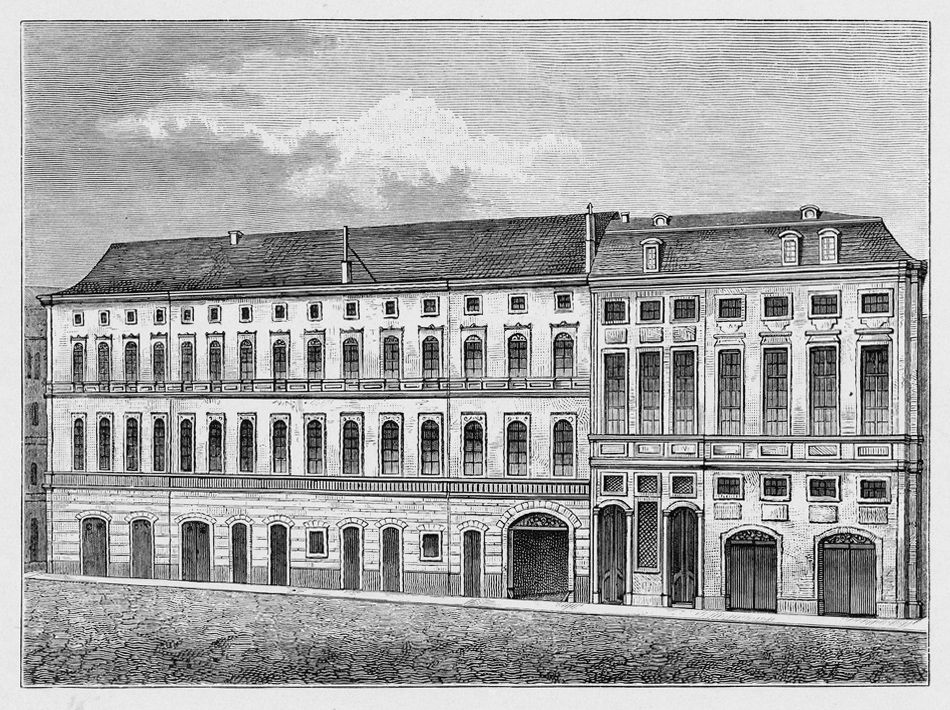
Das Gewandhaus um 1850 an der Universitätsstraße zwischen Kupfergäßchen (links) und Gewandgäßchen (rechts)

Das zweiflügelige erste Gewandhaus mit L-förmigem Grundriss wurde 1498 in der Leipziger Altstadt in der von Gewandgäßchen und Universitätsstraße gebildeten Ecke als Zeughaus errichtet. Der Zeughausflügel entlang der Universitätsstraße erstreckte sich bis zur Ecke an der Kupfergasse, wo die südliche Giebelseite dieses Gebäudeteils lag. Im Erdgeschoss des Zeughausflügels lagerten die Waffen der Stadt bis zum Jahr 1828. Im ersten Stock residierten die Tuchhändler; von 1681 bis 1755 war hierin die (ab 1711 öffentlich zugängliche) Ratsbibliothek untergebracht. Der zweite und dritte Stock beherbergten eine Tuchmarkthalle. Infolge der Nutzung des Zeughausflügels als Messehaus (Warenhaus) der Tuch- und Wollwarenhändler wurde das ganze Gebäude bald Gewandhaus genannt. 1780–1781 wurde ein Konzertsaal nach einem Plan von Johann Carl Friedrich Dauthe (1746–1816) im Auftrag der Stadt in diese sich über zwei Etagen erstreckende Halle eingebaut.

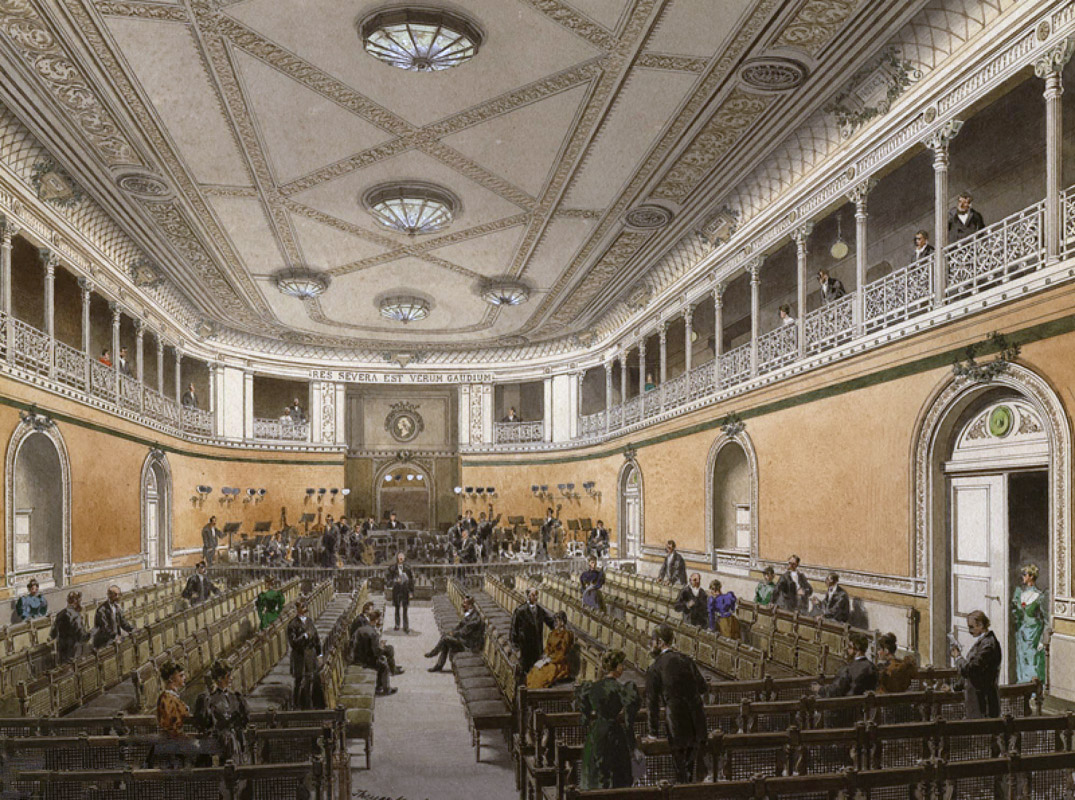
Konzertsaal im Zustand von 1894 (Aquarell von Gottlob Theuerkauf)

Auf der Südseite des 11,4 m × 23,3 m großen Konzertsaales mit rechteckigem Querschnitt und gerundeten Stirnwänden befand sich das etwa 63 m² große Orchesterpodium. Das Publikum saß auf längs zum Podium ausgerichteten, gegenüberliegenden Sitzreihen, an der Saalrückseite waren die Reihen quer ausgerichtet. Zusammen mit Stehplätzen sowie der im dritten Stock liegenden Galerieebene bot der Saal bis zu 500 Zuhörern Platz. Hinter dem Orchesterpodium gab es eine Tür, durch die der Durchgang zum in der Gebäudeecke Universitätsstraße/Kupfergasse untergebrachten Ballsaal möglich war. Durch die Einbettung des Konzertsaales in die hinsichtlich Kubatur größere Tuchhalle entstand ein Resonanzraum um den Saal herum. Dazu sorgten die beinahe ausschließliche Verwendung von Holz und die Konstruktion auf Holzstützen über dem ehemaligen Tuchboden für eine sehr gute Akustik mit relativ kurzer Nachhallzeit.
In diesem, vom Orchester angemieteten Konzertsaal erklang erstmals am 25. November 1781 ein Konzert des auf das Jahr 1743 zurückgehenden, inzwischen auf 32 Mitglieder angewachsenen Orchesters Das neue Konzert. Die Musikdarbietungen hießen nun „Concerte im Saale des Gewandhauses“; das Orchester nannte sich aufgrund des Umzugs in den neuen Saal im Messehaus der Tuchwarenhändler nun „Gewandhausorchester“.
Das Deckengemälde stammte von Adam Friedrich Oeser (1717–1799), es fiel 1833 Renovierungsarbeiten zum Opfer. Da diese Renovierung in der Öffentlichkeit zum Skandal führte – unter anderem wurde der Konzertsaal als „Teufelsküche“ bewertet – erhielt 1834 der Dresdner Maler und Architekt Woldemar Hermann (1807–1878) den Auftrag zur Neudekoration des Konzertsaals. 1842 wurde der Konzertsaal nach Plänen des Leipziger Stadtbaudirektors Albert Geutebrück (1801–1868) erneut renoviert und umgebaut. Nach diesem Umbau konnte der Saal 1000 Personen aufnehmen. Weitere Arbeiten am Saal erfolgten 1872.
Die Stirnseite des Saales schmückte ein abgewandeltes Zitat Senecas, das zum Leitspruch des Orchesters werden sollte: Res severa (est) verum gaudium (bei Seneca verum gaudium res severa est – „Wahre Freude ist eine ernste Sache“).
Der Bibliotheksflügel befand sich auf der Südseite des Gewandgäßchens und erstreckte sich über dessen gesamter Länge von knapp 77 Metern zwischen Neumarkt und Universitätsstraße. Dieser Gebäudeflügel beherbergte die Leipziger Kupferwaage, wurde ab 1740 großzügig umgebaut und nahm ab 1755 die zuvor im Zeughausflügel untergebrachte Ratsbibliothek auf.

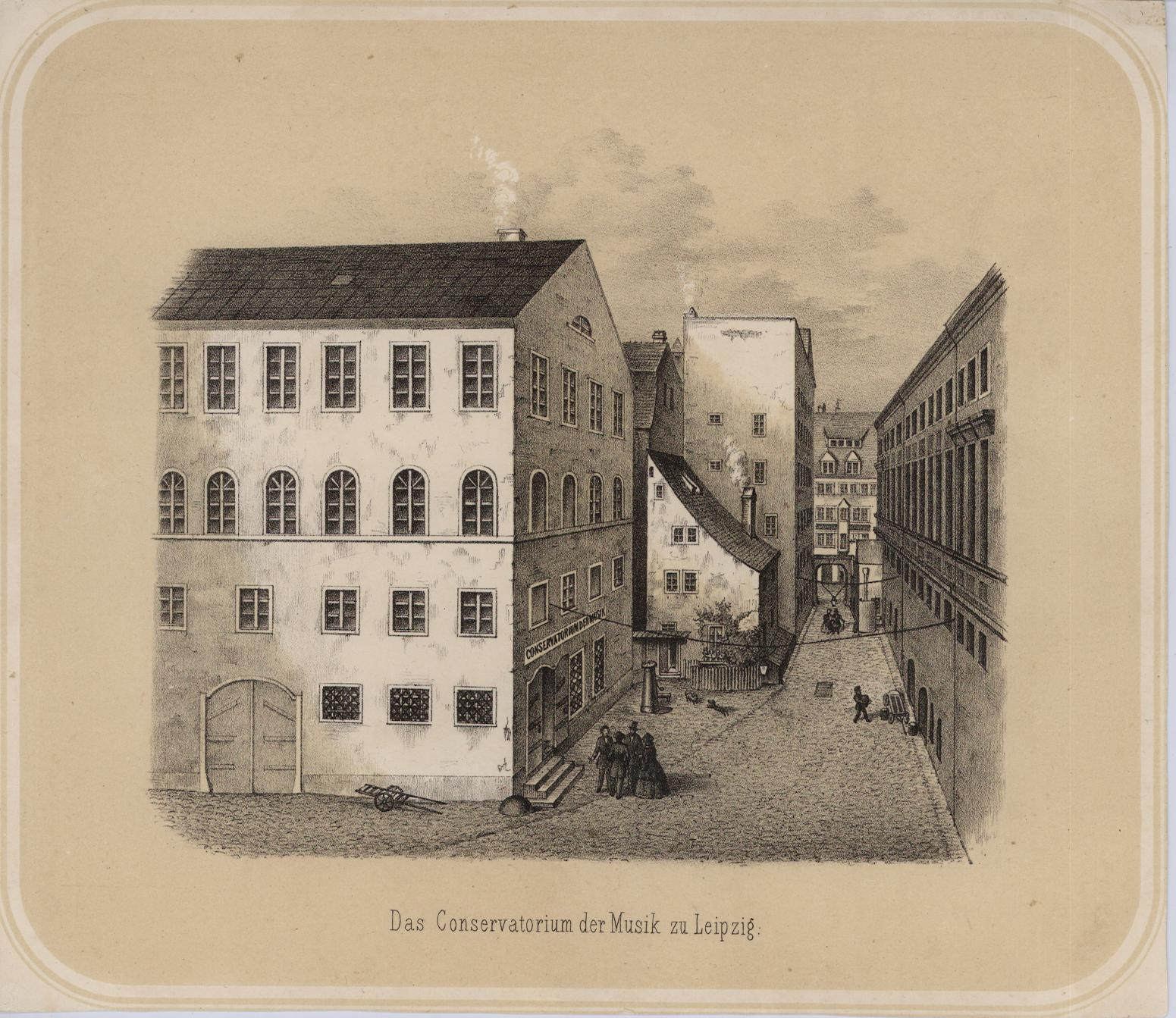
Das Conservatorium der Musik (links) im Hof des Gewandhauses um 1850

Das ursprüngliche Gewandhaus erlebte zahlreiche Uraufführungen bedeutender Werke der klassischen Musik, die heute zum Standardrepertoire des weltweiten Konzertbetriebs gehören. Einer der bedeutenden Kapellmeister des Gewandhausorchesters war Felix Mendelssohn Bartholdy (1809–1847). Dieser gründete 1843 auch das Conservatorium der Musik, das sich im Hof des Gewandhauskomplexes befand. Das architektonisch schmucklose Haus war die erste höhere Bildungsanstalt für Musiker in Deutschland und bedeutsam für die Musikgeschichte. Der ehemalige Standort des Conservatorium der Musik bildet Station 20 an der Leipziger Notenspur. Nur wenige Schritte davon entfernt am Neumarkt, Ecke Preußergäßchen stand bis 1943 das Geburtshaus Hohe Lilie von Clara Wieck (1819–1896), die 1828 ihren ersten öffentlichen Auftritt im Gewandhaus hatte. An der Stelle des zerstörten Hauses befindet sich Station 19 der Leipziger Notenspur.
Nach 1884 wurde das Haus Altes Gewandhaus genannt und bis 1886 noch gelegentlich für Konzerte verwendet. Das Gebäude wurde 1893–1896 teilweise abgebrochen, umgebaut und in den Gebäudekomplex Städtisches Kaufhaus einbezogen, wo heute noch eine Gedenkplakette im zweiten Obergeschoss des historischen Treppenhauses an den früheren Eingang zum Gewandhauskonzertsaal erinnert. An der Universitätsstraße befindet sich am Städtischen Kaufhaus eine weitere Gedenktafel. Das erste Gewandhaus ist Station 21 der Leipziger Notenspur.

Gebäudeteile, Grundriss und der Standort heute
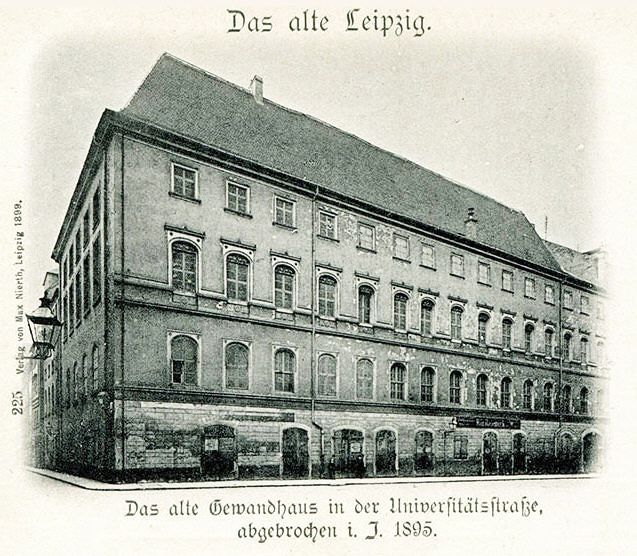
Zeughausflügel des Alten Gewandhauses an der Universitätsstraße, Ecke Kupfergasse (vor 1893)
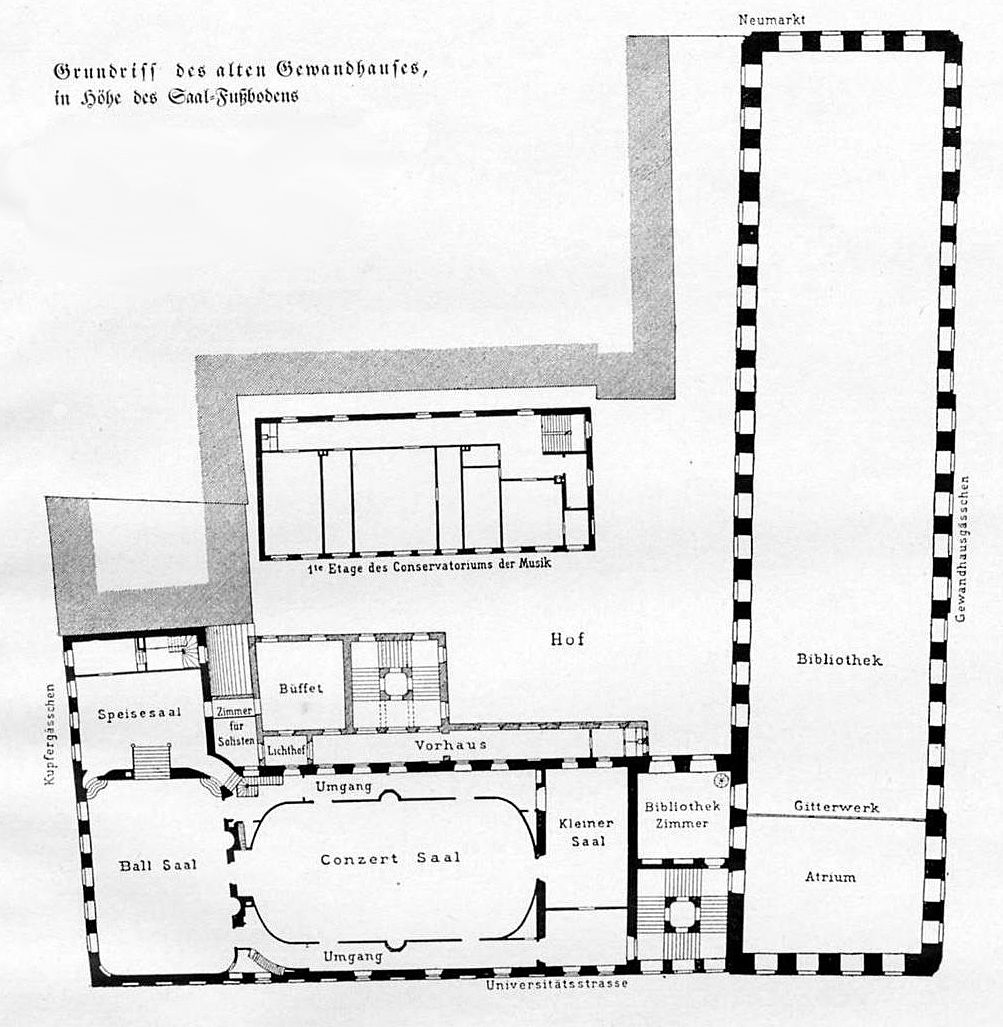
Grundriss in Höhe des Konzertsaales, unten der Zeughausflügel, rechts der Bibliotheksflügel
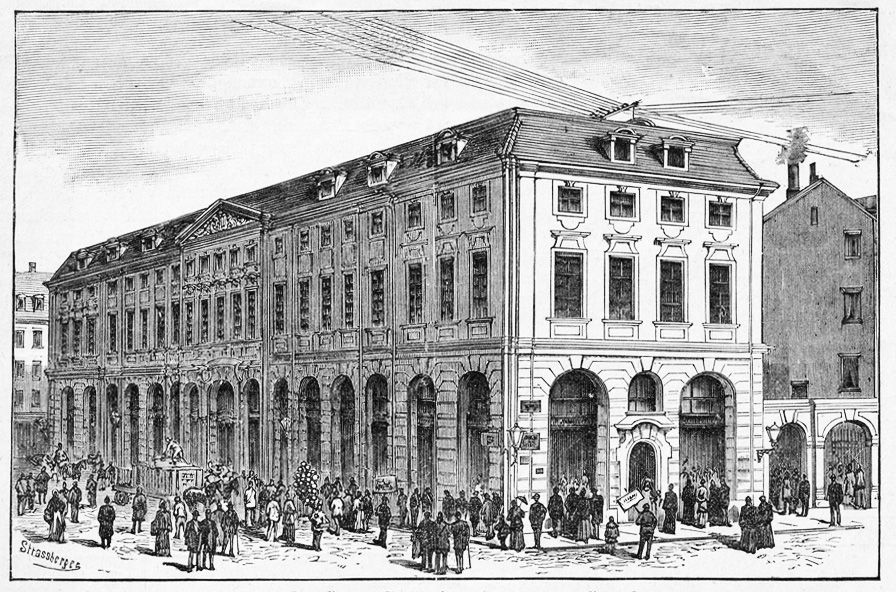
Bibliotheksflügel des Gewandhauses am Gewandgäßchen, Ecke Neumarkt (vor 1866)
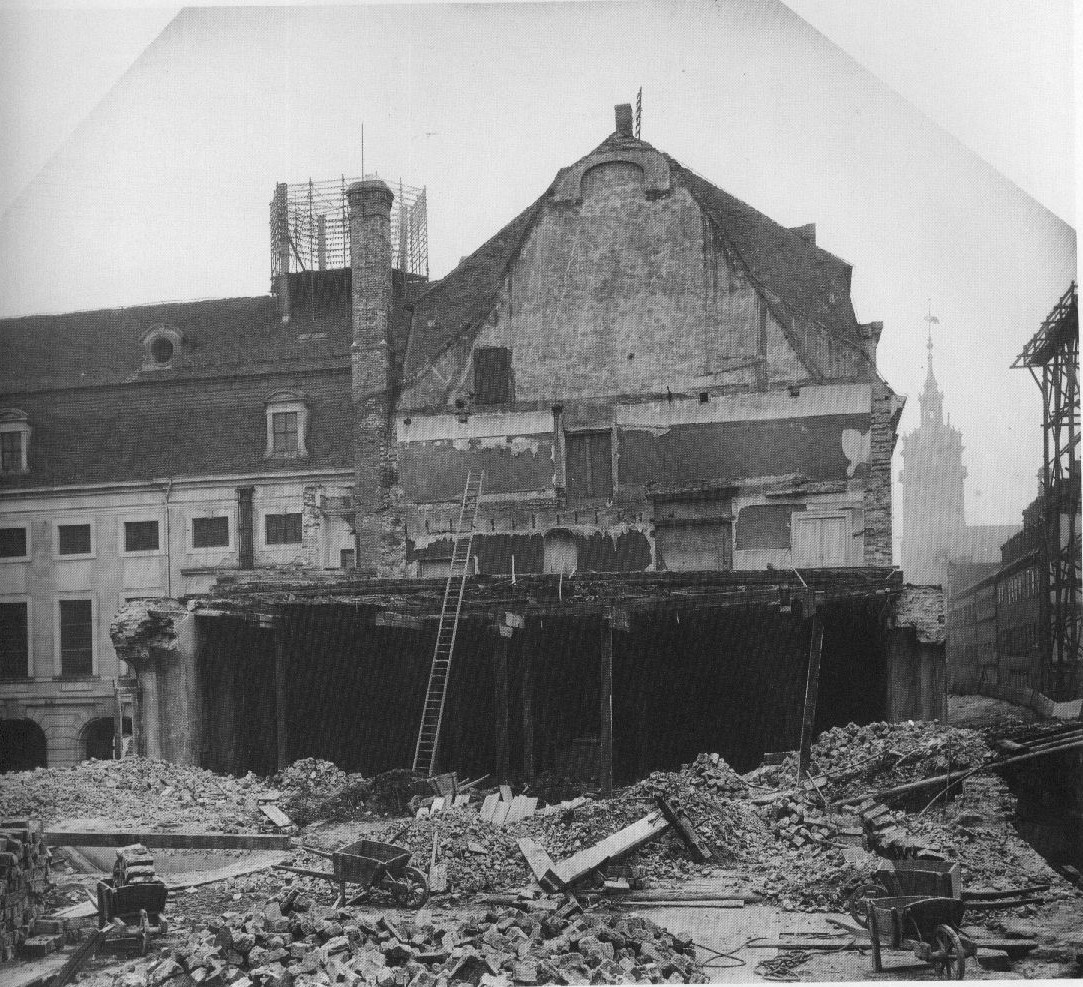
Abbruch des den Konzertsaal enthaltenden Flügels in der Universitätsstraße (1895)
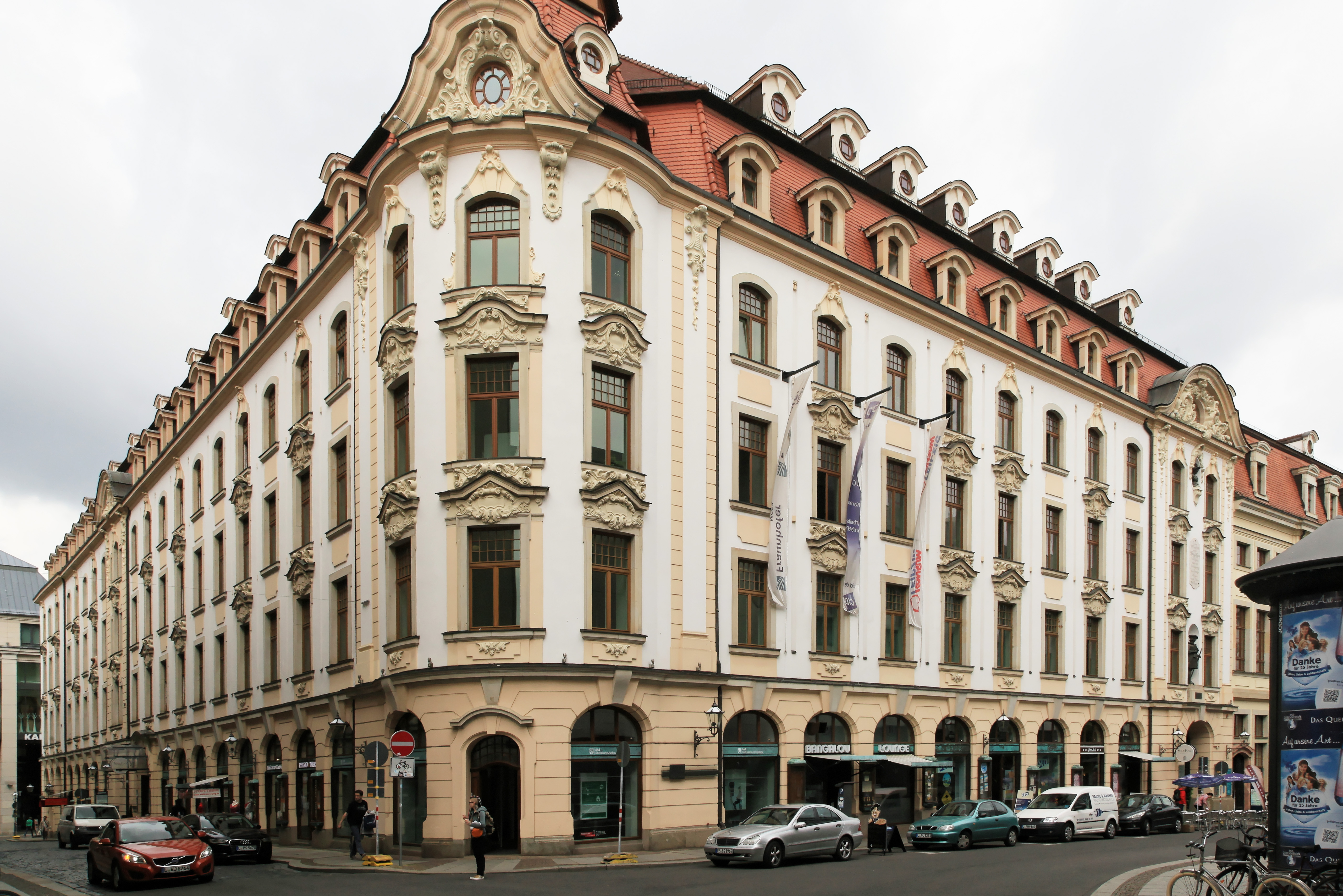
Heutige Situation: Städtisches Kaufhaus in der Universitätsstraße, Ecke Kupfergasse (2015)

## Zweites Gewandhaus (1884)

### Geschichte

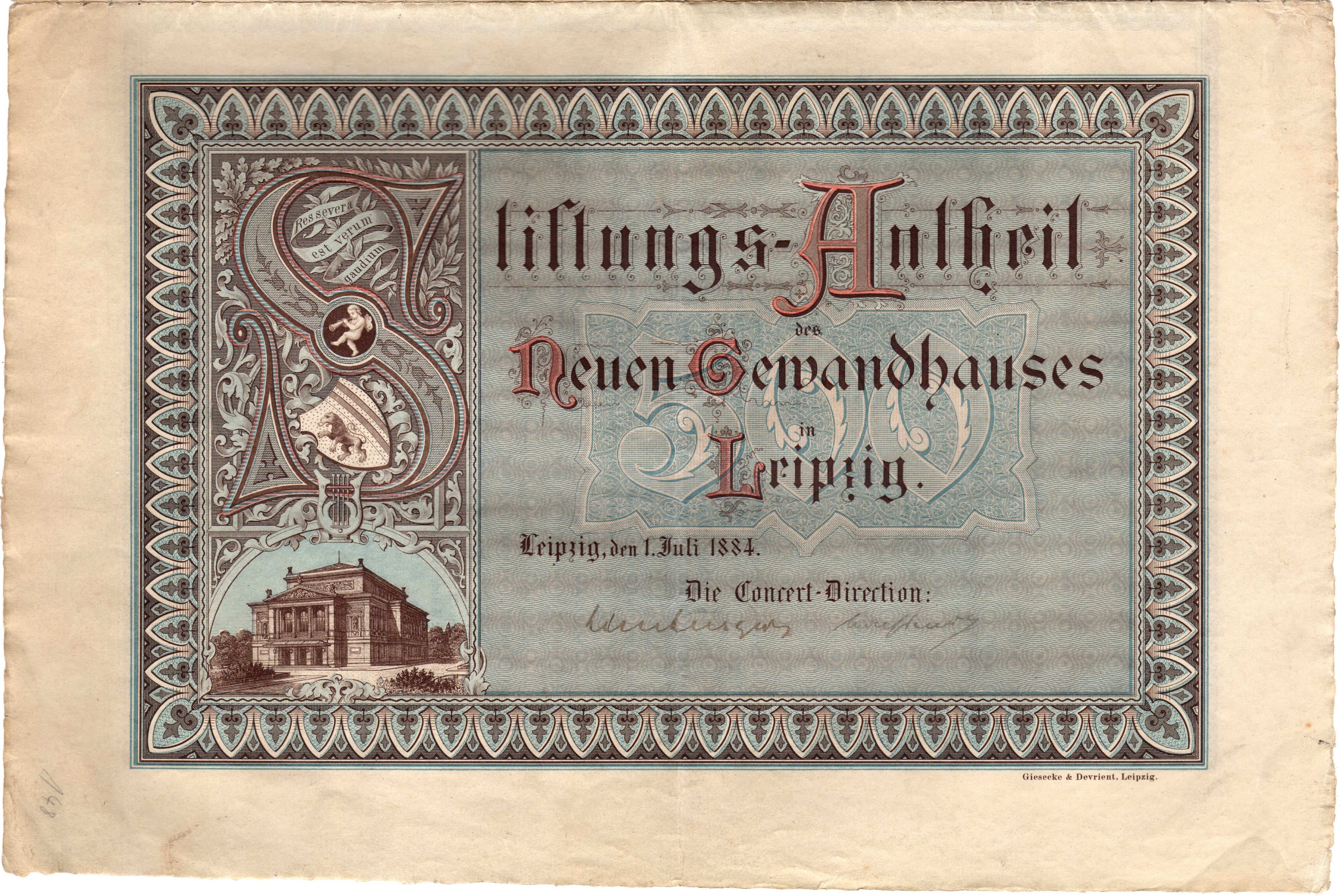
Stiftungsanteil über 500 Mark von 1884

Nachdem das Alte Gewandhaus trotz mehrerer Umbauten, welche zudem die Akustik verschlechterten, den steigenden Anforderungen an die Platzkapazität nicht länger genügte, entwickelte die Gewandhausdirektion ab 1860 Pläne zur Errichtung eines neuen Konzerthauses. Sie wollte diesen neuen Konzertsaal mitten im Stadtzentrum bauen, doch die Stadtverwaltung spekulierte darauf, dass die Errichtung eines Konzerthauses am Innenstadtrand die Entstehung des sich daran anschließenden Musikviertels beflügeln werde. Für den Bau wurden damals Stiftungsanteile über 500 Mark ausgegeben. Der Stifter erhielt bis zur Eröffnung des Gewandhauses 4 % Verzinsung, danach für unbeschränkte Dauer das Anrecht auf das Abonnement eines Sperrsitzes.
Nach zweieinhalb Jahren Bauzeit wurde am 11. Dezember 1884 in der Grassistraße 5 im Musikviertel südwestlich der Altstadt ein Neues Concerthaus eröffnet, das bezugnehmend auf das ursprüngliche Gewandhaus auch häufig als Neues Gewandhaus bezeichnet wurde. Das außen (ohne Freitreppen) 33,3 m breite und 86,8 m lange Gebäude wurde nach Plänen von Martin Gropius (1824–1880) unter Federführung von Heino Schmieden (1835–1913) erbaut; der Bau wurde durch einen Kredit aus dem Nachlass von Franz Dominic Grassi (1801–1880) finanziert. Es enthielt einen etwa 18,9 m × 38 m messenden, großen Saal mit 1700 Plätzen und einen Kammermusiksaal mit 650 Plätzen. Der Leitspruch des Orchesters fand am Giebel des Eingangsportales Platz. Den bauplastischen Schmuck schuf der Berliner Bildhauer Otto Lessing (1846–1912).
Das zweite Gewandhaus war architektonisches Vorbild der 1900 errichteten Symphony Hall in Boston, Heimstätte des Boston Symphony Orchestra, die sich auch beim Konzertsaal an der als akustisches Vorbild geltenden „Schuhkarton“-Form orientierte.
Im November 1936 vernichteten die Nationalsozialisten bei Nacht und Nebel das vor dem Konzerthaus stehende Mendelssohn-Denkmal des Bildhauers Werner Stein (1855–1930) (hergestellt von Hermann Heinrich Howaldt (1841–1891), 1892 enthüllt). 2008 wurde eine originalgetreue Replik dieses Denkmals vor dem Westportal der Thomaskirche Leipzig aufgestellt.

Neues Gewandhaus, Innenräume und ehemaliger Standort heute
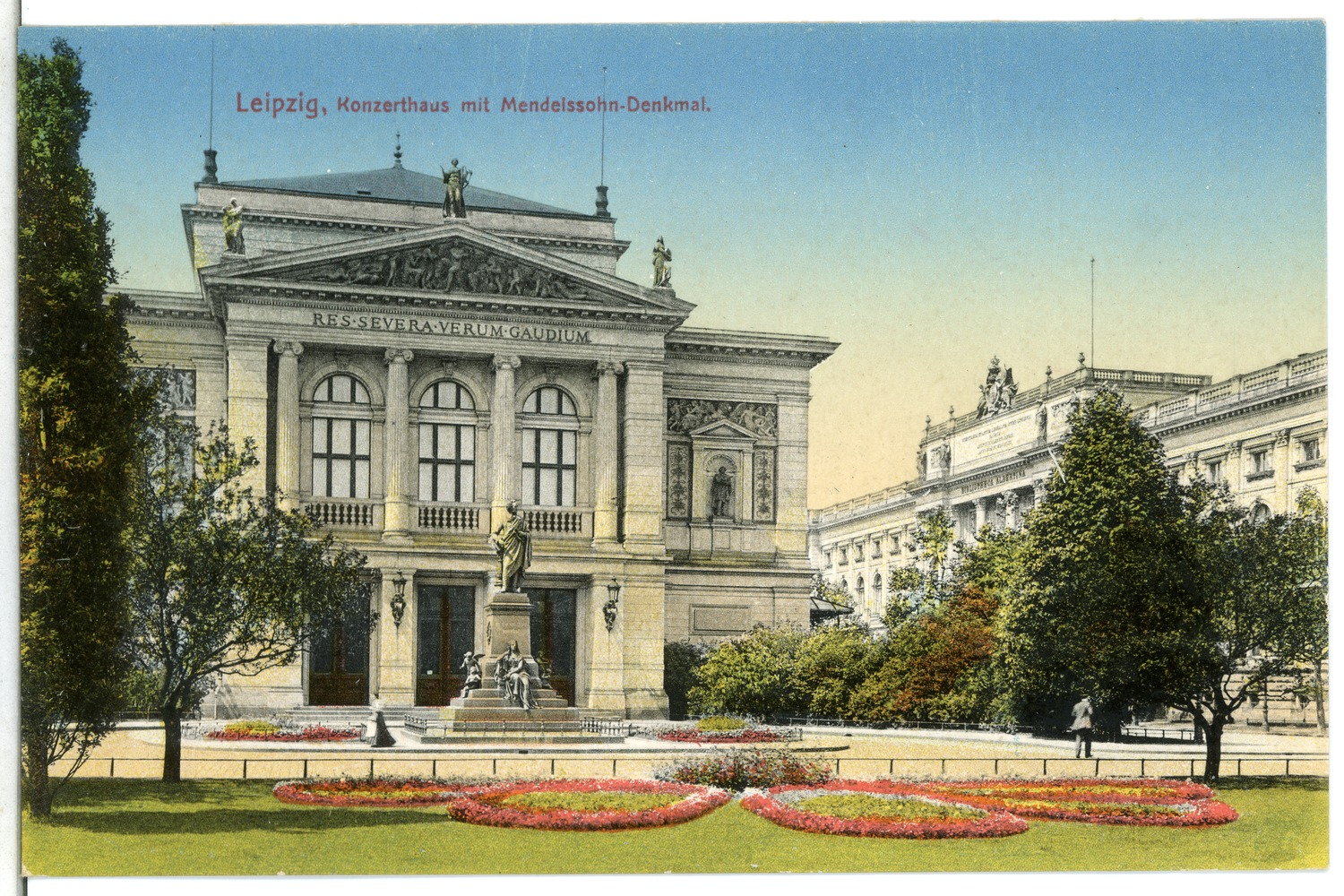
Neues Gewandhaus mit Mendelssohn-Denkmal (1911)
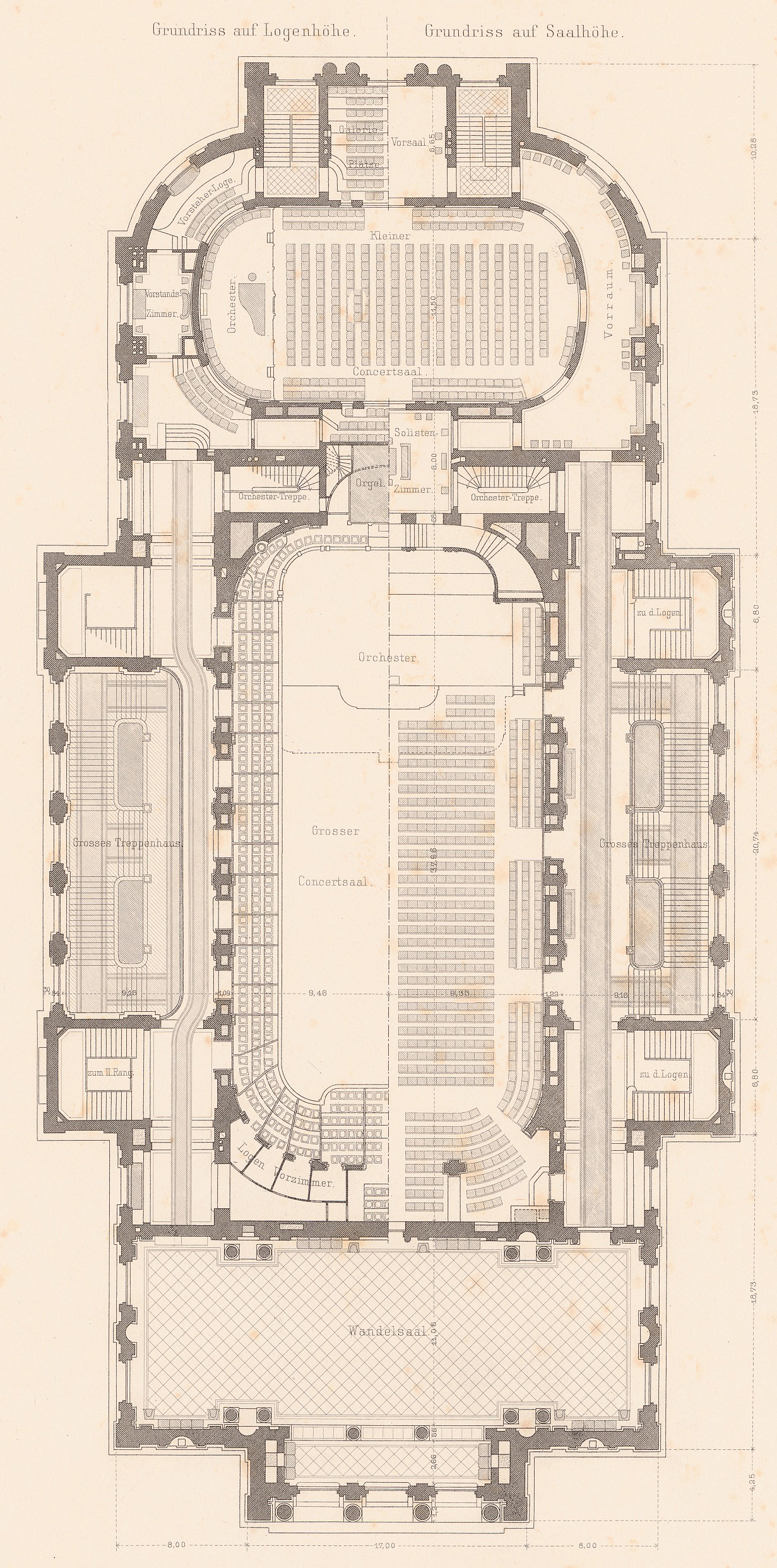
Grundriss, links auf Logenhöhe, rechts auf Saalhöhe
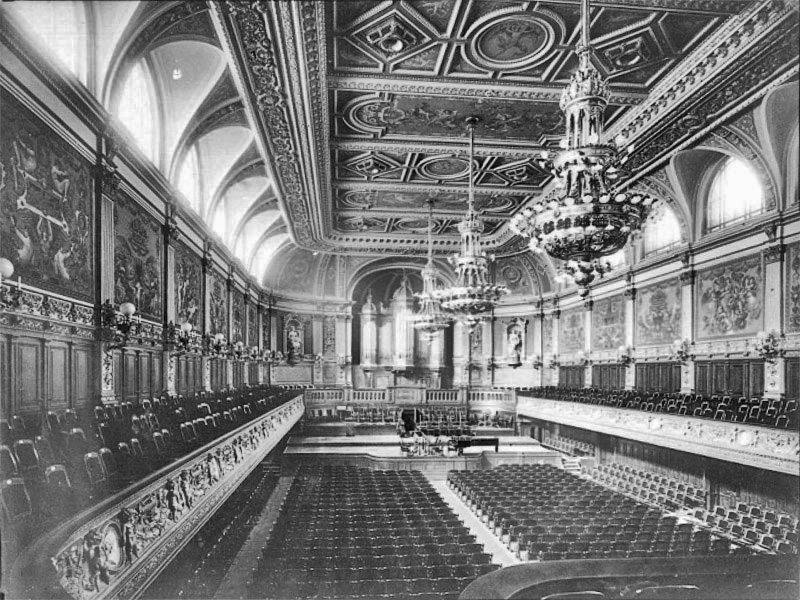
Großer Saal mit der Walcker-Orgel (um 1900)
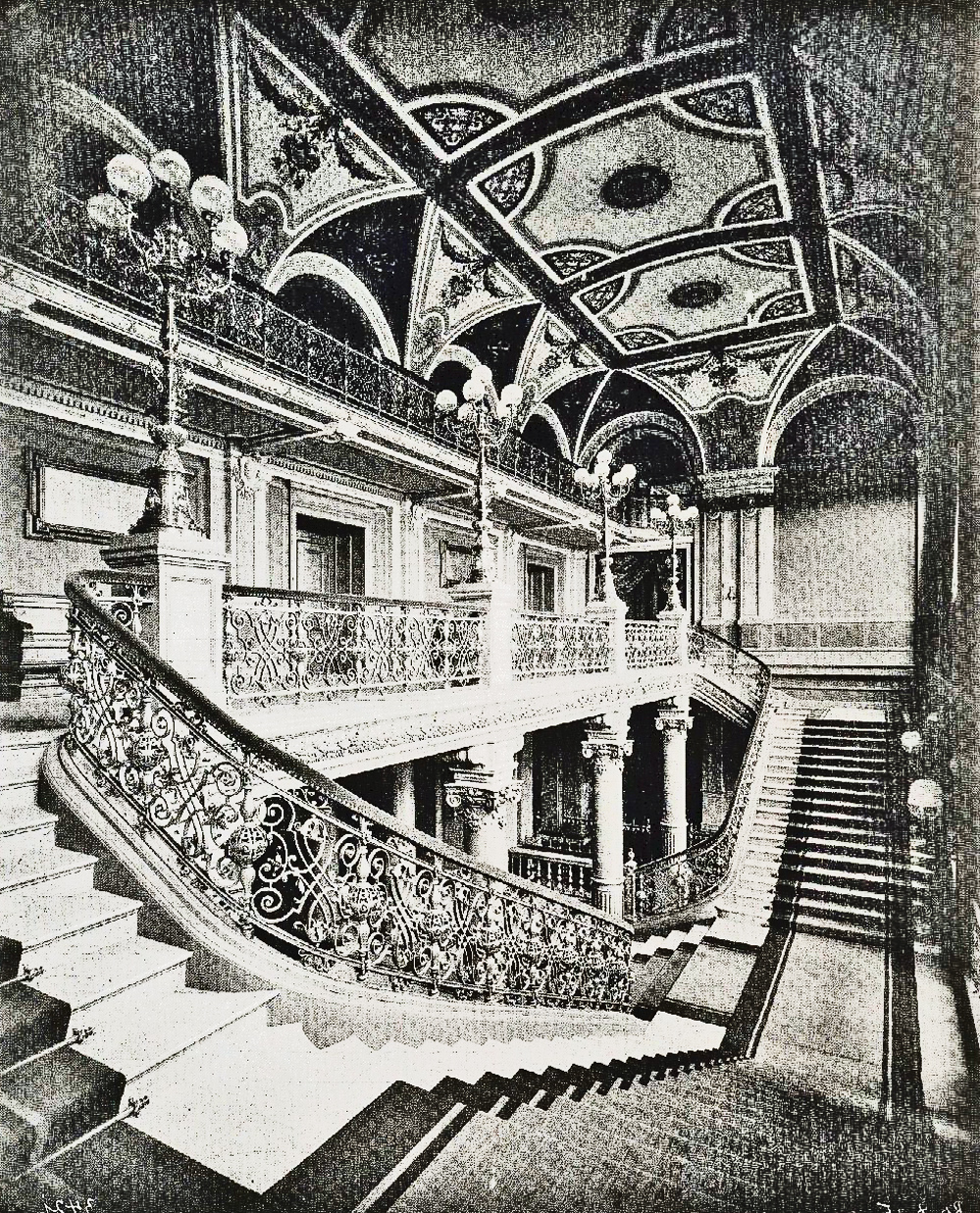
Südliches Treppenhaus (um 1884)
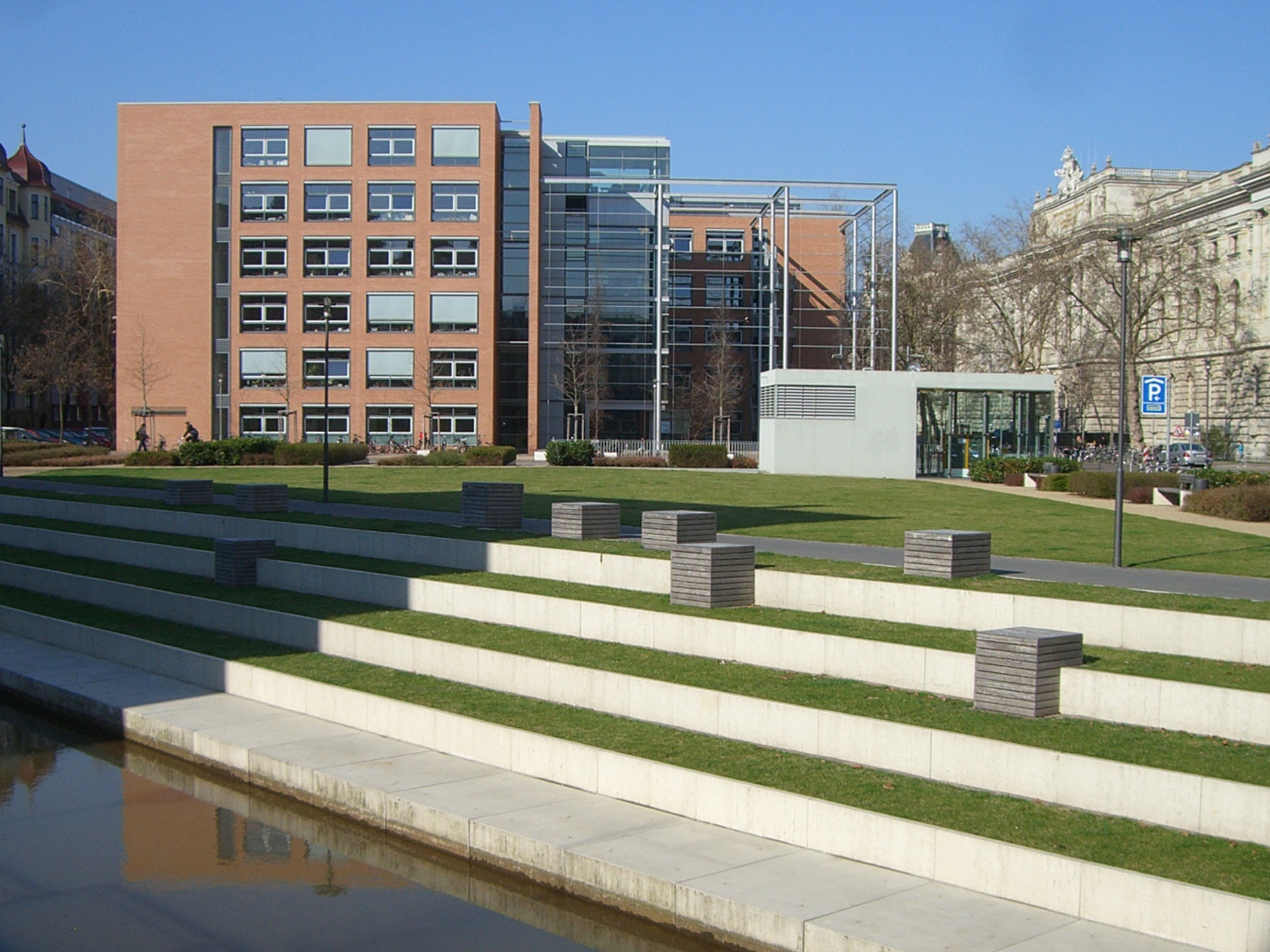
Heutige Situation: Das Geisteswissenschaftliche Zentrum der Universität Leipzig am Mendelssohn-Ufer (2010)

#### Walcker-Orgel

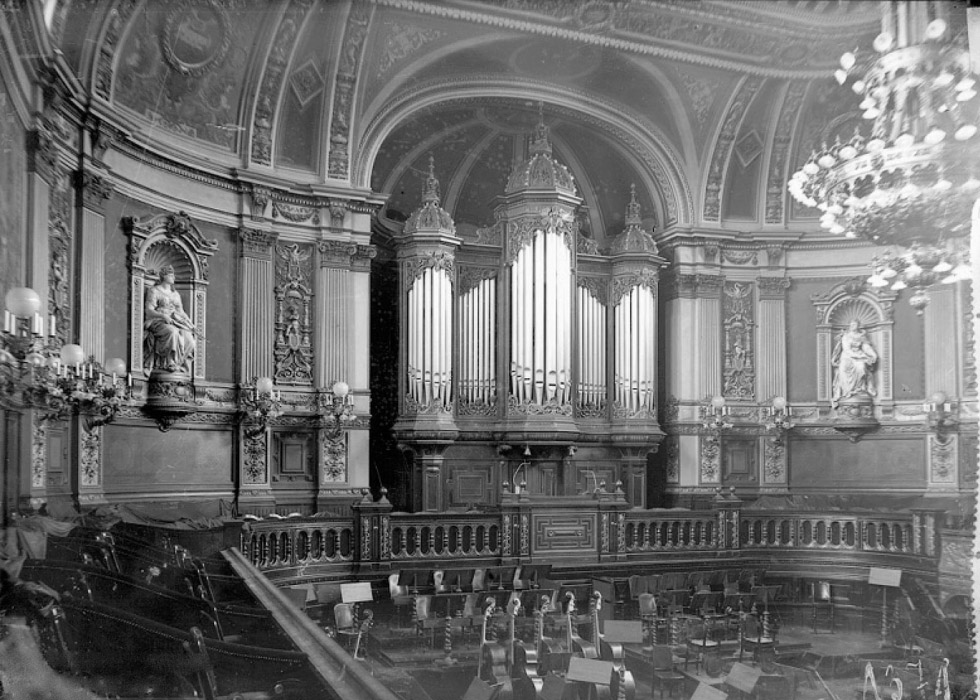
Walcker-Orgel (um 1900)

Für den großen Saal des 1884 errichteten Neuen Concerthauses baute die Orgelbaufirma E. F. Walcker & Cie. (Ludwigsburg) eine große Konzertorgel. Das Orgelgehäuse bildete mit der Architektur des Konzertsaals eine Einheit, es wurde nach einem Entwurf von Martin Gropius angefertigt. Das Instrument konnte als Opus 432 wenige Tage vor der Eröffnung des Neuen Gewandhauses übergeben werden.
| I. Manual C–a3 |                |        |
| 01.            | Prinzipal      | 16′    |
| 02.            | Flauto Major   | 16′    |
| 03.            | Prinzipal      | 08′    |
| 04.            | Bourdon        | 08′    |
| 05.            | Gemshorn       | 08′    |
| 06.            | Hohlflöte      | 08′    |
| 07.            | Quintatön      | 08′    |
| 08.            | Dolce          | 08′    |
| 09.            | Viola di Gamba | 08′    |
| 10.            | Trompete       | 08′    |
| 11.            | Oktave         | 04′    |
| 12.            | Rohrflöte      | 04′    |
| 13.            | Gemshorn       | 04′    |
| 14.            | Clairon        | 04′    |
| 15.            | Quinte         | 5 1⁄3′ |
| 16.            | Quinte         | 2 ⁄3′  |
| 17.            | Oktave         | 02′    |
| 18.            | Mixtur VI      | 2 ⁄3′  |
| 19.            | Kornett V      | 08′    |

| II. Manual C–a3 |              |       |
| 20.             | Bourdon      | 16′   |
| 21.             | Prinzipal    | 08′   |
| 22.             | Gedeckt      | 08′   |
| 23.             | Salizional   | 08′   |
| 24.             | Spitzflöte   | 08′   |
| 25.             | Aeoline      | 08′   |
| 26.             | Voix céleste | 08′   |
| 27.             | Oboë         | 08′   |
| 28.             | Basson       | 08′   |
| 29.             | Prinzipal    | 04′   |
| 30.             | Flauto dolce | 04′   |
| 31.             | Piccolo      | 02′   |
| 32.             | Cymbel III   | 2 ⁄3′ |

| III. Manual C–a3 |                    |       |
| 33.              | Quintatön          | 16′   |
| 34.              | Geigenprinzipal    | 08′   |
| 35.              | Lieblich Gedeckt   | 08’   |
| 36.              | Konzertflöte       | 08′   |
| 37.              | Harmonika          | 08′   |
| 38.              | Klarinette         | 08′   |
| 39.              | Fugara             | 04′   |
| 40.              | Traversflöte       | 04′   |
| 41.              | Harmonia aeth. III | 2 ⁄3′ |

| Pedal C–f1 |              |         |
| 42.        | Prinzipalbaß | 32′     |
| 43.        | Prinzipalbaß | 16′     |
| 44.        | Violonbaß    | 16′     |
| 45.        | Subbaß       | 16′     |
| 46.        | Quintbaß     | 10 2⁄3′ |
| 47.        | Gedecktbaß   | 16′     |
| 48.        | Posaunenbaß  | 16′     |
| 49.        | Oktavbaß     | 08′     |
| 50.        | Violoncello  | 08′     |
| 51.        | Flötenbaß    | 08′     |
| 52.        | Trompete     | 08′     |
| 53.        | Oktave       | 04′     |
| 54.        | Clairon      | 04′     |

- Koppeln
  - Normalkoppeln: II/I, III/I, III/II, I/Pedal, II/Pedal, III/Pedal
- Spielhilfen: Kombinationstritte für Tutti, Fortissimo, Forte, Mezzoforte, Piano und Pianissimo, Tritte für Fortepedal- und Pianopedal-Abteilung, Kombinations-Prolongement, Registercrescendo- und Decrescendo-Vorrichtung, Schwellwerktritt für III. Manual, Tremolozug für Oboë 8′ (II. Manual)

#### Beschädigungen im Zweiten Weltkrieg und Ausweichspielstätten

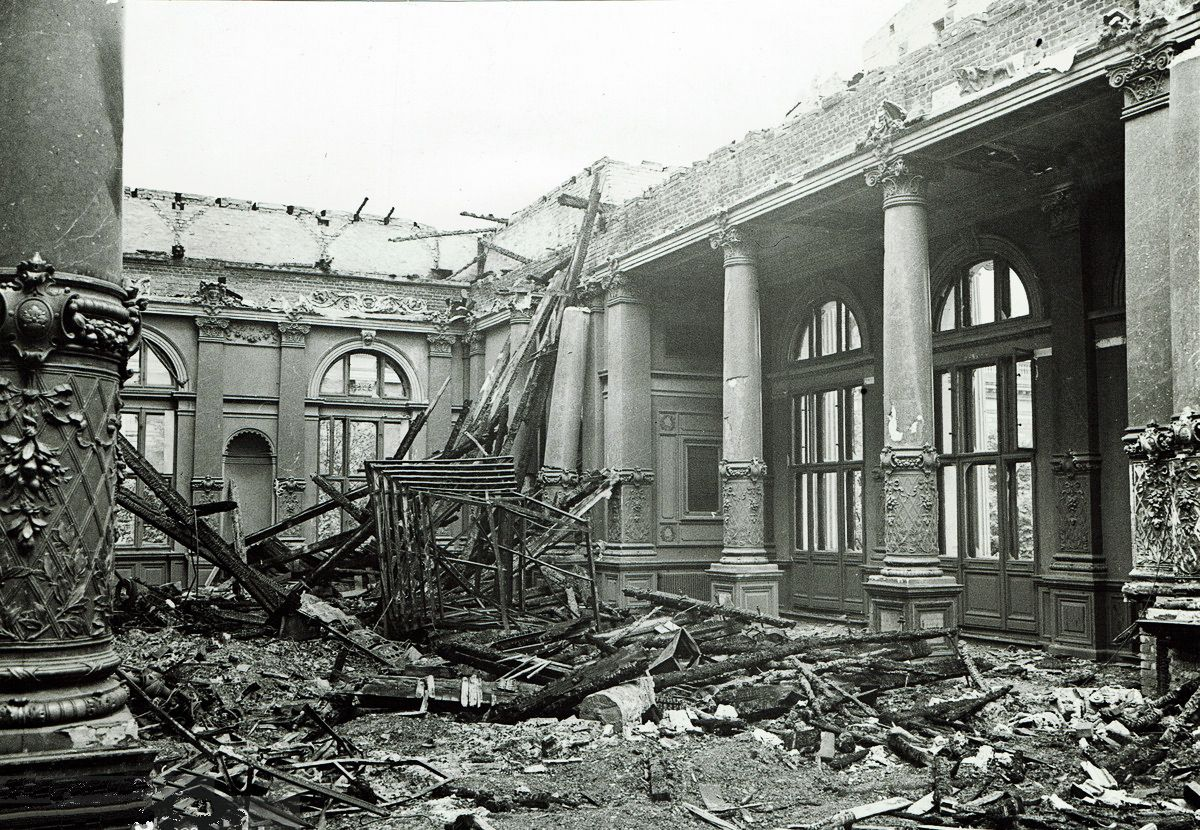
Der in Trümmern liegende Kammermusiksaal, Foto von Georg Zschäpitz (um 1945)

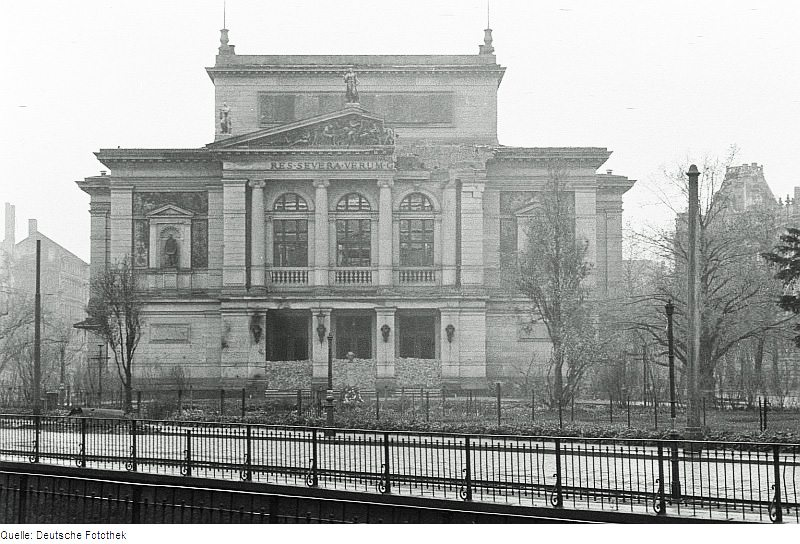
Die Ruine des Hauses mit der Mendelssohn-Stele (1947)

Im Zweiten Weltkrieg wurde das Konzerthaus bei den Luftangriffen auf Leipzig am 4. Dezember 1943 und 20. Februar 1944 schwer beschädigt und brannte mitsamt der Walcker-Orgel aus. Zunächst war nach dem Krieg geplant, es wiederaufzubauen. Es wurde deshalb bautechnisch gesichert und mit einem Notdach versehen. Von 1947 bis 1967 stand vor der Ruine in Erinnerung an das vernichtete Mendelssohn-Denkmal eine von Walter Arnold geschaffene Porträtstele des Komponisten, die sich heute am Mendelssohn-Ufer befindet. Letztlich wurde aber entschieden, das Gebäude zu beseitigen und einen Neubau an anderer Stelle zu errichten. Am 29. März 1968 wurde die Ruine des Konzerthauses erst gesprengt und dann abgebrochen. Karl Zumpe, der damalige Gewandhausdirektor, hat auf seinem Balkon im benachbarten Roßbach-Eckhaus (Beethovenstraße 8) die Sprengung verfolgt und seine Eindrücke geschildert. Vorgesehen war auf dem Platz eine Leerfläche mit parkähnlichem Charakter, wie anhand der Bebauungskonzeption von 1969 für ein „sozialistisches“ Musikviertel aus dem Büro des Leipziger Chefarchitekten Horst Siegel ersichtlich ist.

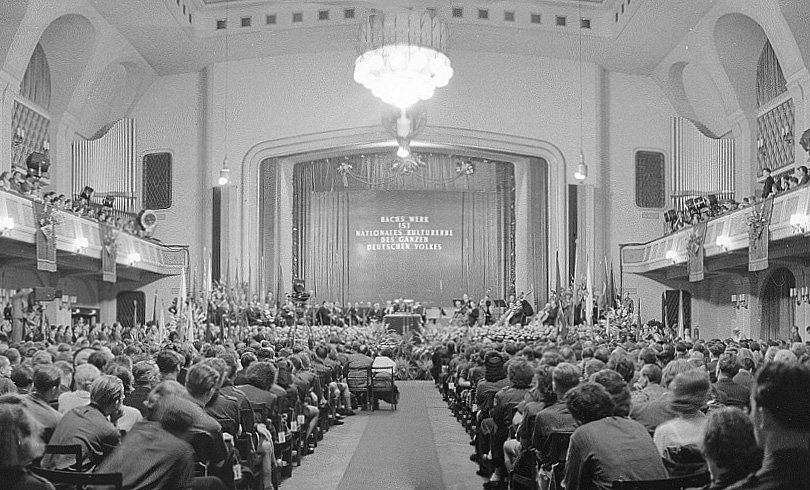
Die Kongreßhalle am Zoo diente über 30 Jahre lang als Gewandhaus-Provisorium (1950)

Nach der Zerstörung des zweiten Gewandhauses musste sich das Gewandhausorchester eine neue Bleibe suchen. Nachdem das Orchester 1944 bis 1946 im Kino Capitol gespielt hatte, fanden die Gewandhauskonzerte von 1947 bis 1981 in der Kongreßhalle am Zoo statt. Auch in der als Provisorium genutzten Kongreßhalle entschloss sich die Stadtverwaltung 1946, eine zweimanualige Orgel mit 32 Registern von der Firma Jehmlich Orgelbau Dresden einbauen zu lassen. Infolge starker Verschmutzungen durch die verschiedenen Arten der Saalnutzung und technischer Mängel (die Orgel entstand kurz nach Kriegsende aus minderwertigem Material) wurde die Jehmlich-Orgel insgesamt nur zu fünf Konzerten eingesetzt. Am 30. Oktober 1980 erklang sie zum letzten Mal bei einem Anrechtskonzert des Gewandhauses.
Nach langen Jahren der Nutzung des Geländes des 1968 abgerissenen zweiten Gewandhauses als Parkplatz wurde 2002 an dieser Stelle das Geisteswissenschaftliche Zentrum der Universität Leipzig eröffnet. Die an der Ostfassade des Gebäudekomplexes angebrachte Gedenktafel mit einer Relief-Darstellung des zweiten Gewandhauses erinnert seit 2003 an die Geschichte und Zerstörung des Hauses. Der ehemalige Standort des zweiten Gewandhauses ist Station 11 des Leipziger Notenbogens.

## Drittes Gewandhaus (1981)

### Lage

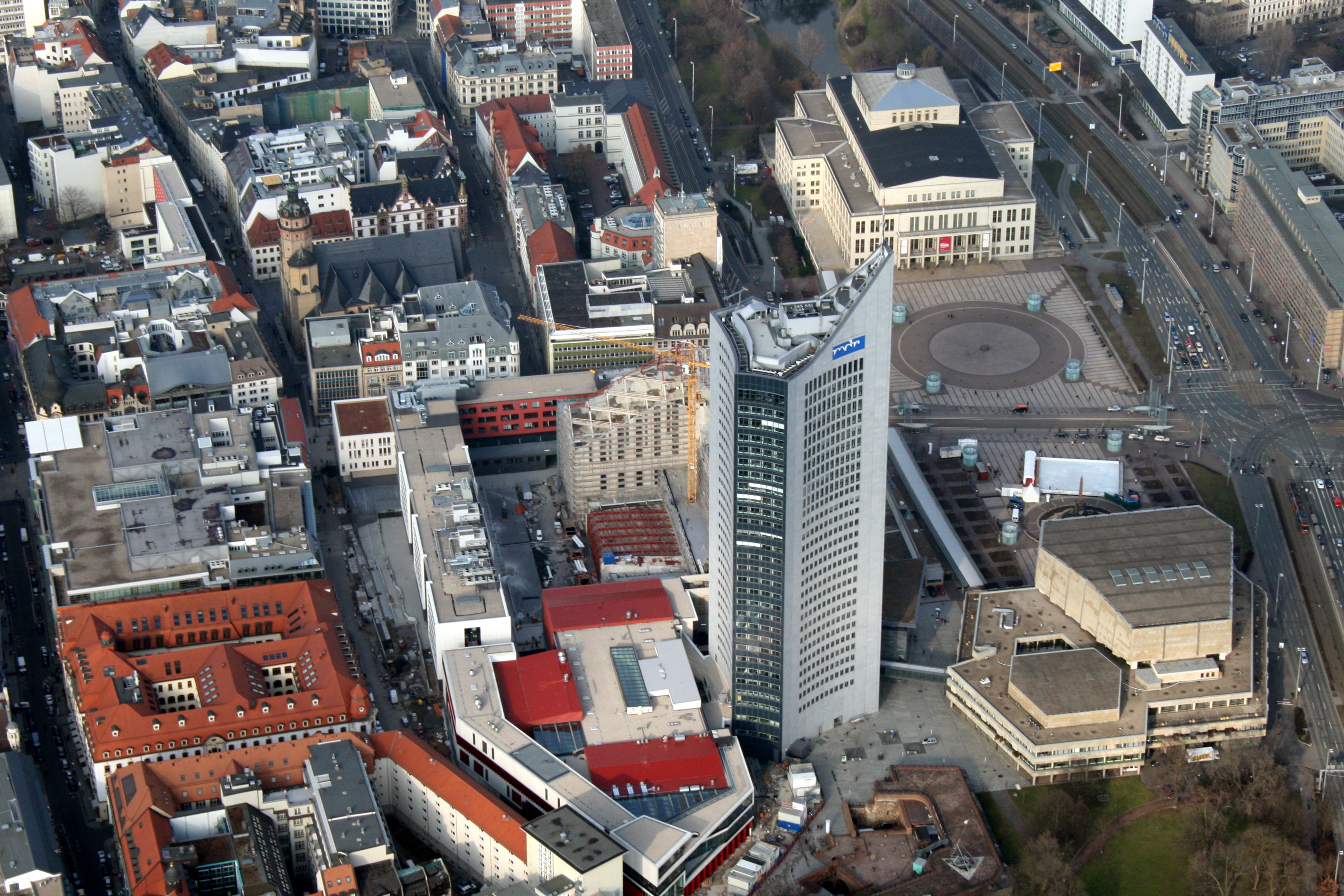
Das heutige Gewandhaus (rechts unten) am Augustusplatz aus der Vogelperspektive (2009)

Das dritte Gewandhaus befindet sich in zentraler Lage am Eingang zur Leipziger Innenstadt. Es hat die Adresse Augustusplatz 8. Seine Ostseite erstreckt sich am Innenstadtring. Sein Eingang ist an der Nordseite des Hauses. Davor steht der alte Mendebrunnen aus dem Jahr 1883. Benachbart sind das City-Hochhaus, der MDR-Kubus und gegenüber auf der nördlichen Platzseite das Opernhaus. Der vormals unbenannte Platz zwischen Gewandhaus, dem City-Hochhaus und der Moritzbastei erhielt 2017 den Namen Kurt-Masur-Platz. Der Augustusplatz vor dem Gewandhaus ist eine zentrale Straßenbahnhaltestelle im Leipziger Straßenbahnnetz.

### Geschichte

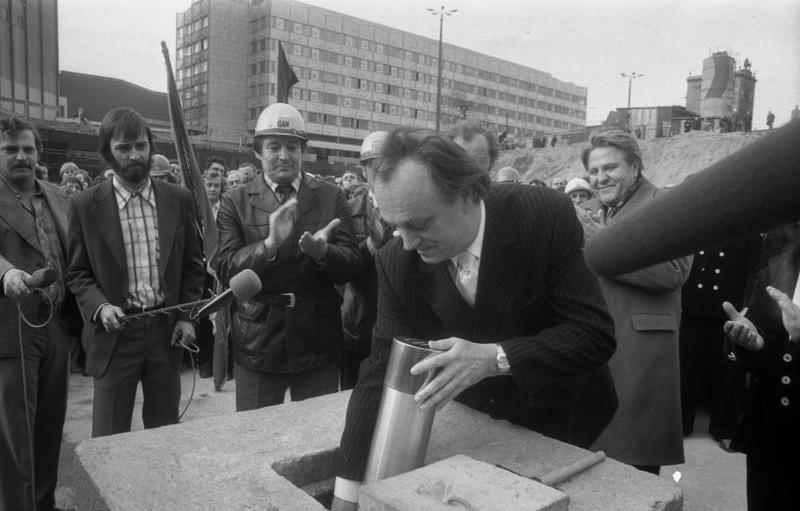
Die Grundsteinlegung durch Kurt Masur (1977)

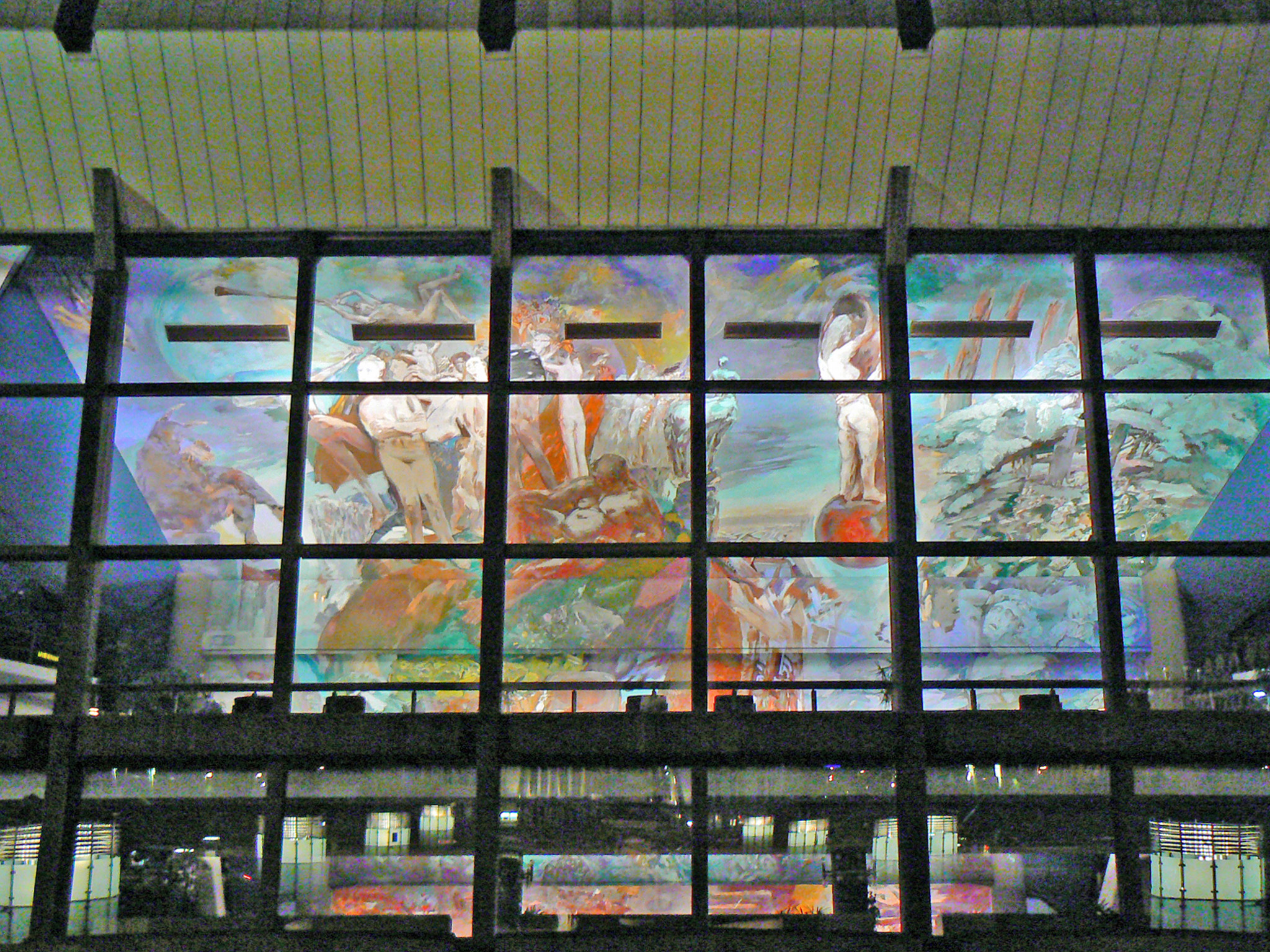
Das Foyer mit dem Deckengemälde (2008)

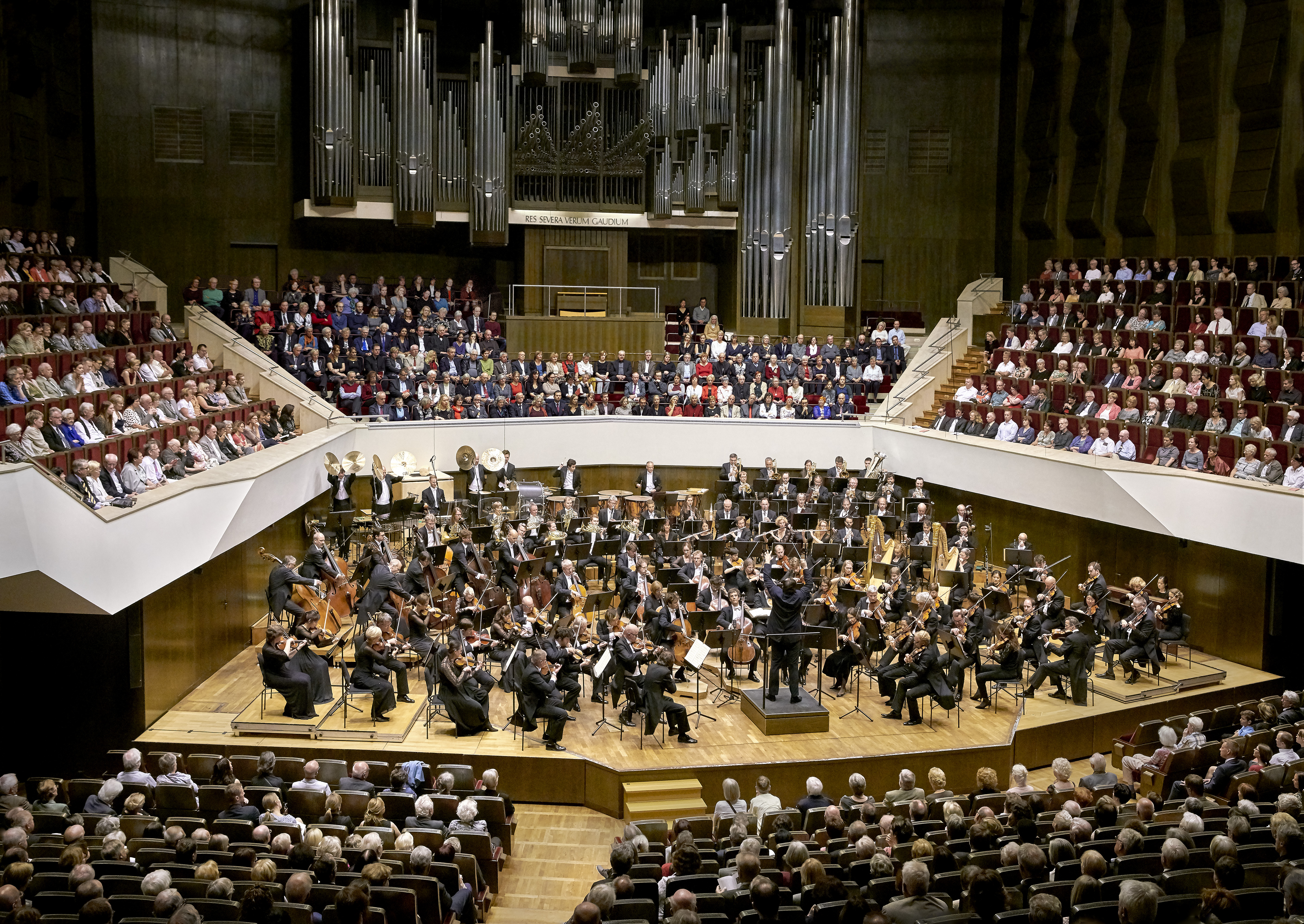
Der Große Saal mit der Schuke-Orgel (2017)

Am 8. November 1977 wurde der Grundstein für ein neues Gewandhaus in der Stadtmitte am Karl-Marx-Platz (heute wieder Augustusplatz) gelegt, gegenüber dem Leipziger Opernhaus am ehemaligen Standort des Museums der bildenden Künste. Ursprünglich sollte das Auditorium Maximum der benachbarten Karl-Marx-Universität anstelle der 1962 abgerissenen Ruine des Museums errichtet werden. Dieses Projekt scheiterte aus finanziellen Gründen, so dass hier stattdessen der erste und einzige Neubau einer reinen Konzerthalle in der DDR – andere Großprojekte in der DDR wurden hingegen als Multifunktionsbauten geplant (meist als „Kulturhaus“, „Kulturpalast“ oder „Stadthalle“) – entstand. Von Anfang an war auch der Einbau einer großen Konzertorgel vorgesehen. Die Zustimmung des Staatsapparates, der in jener Zeit enorme Kapazitäten an Arbeitskräften und Material vor allem in das Wohnungsbauprogramm investierte, zu einem Gewandhausneubau wird vor allem dem großen Einsatz des damaligen Gewandhauskapellmeisters Kurt Masur zugeschrieben.
Entwurf und Projekt für das 1981 fertiggestellte Neue Gewandhaus stammen von Chefarchitekt Rudolf Skoda mit Eberhard Göschel, Volker Sieg und Winfried Sziegoleit, basierend auf der von Horst Siegel gemeinsam mit Rudolf Skoda erarbeiteten städtebaulich-architektonischen Konzeption (1975/76). Die westdeutsche Fachzeitschrift Bauwelt lobte den Entwurf mit seinem Formenreichtum als außerordentlich für die DDR, „in der man – angesichts der tristen Einförmigkeit des Serienbaues aus Allerwelts-Montageteilen die Architektur schon fast vergessen geglaubt hat“. Oberbauleiter bei diesem außergewöhnlichen Projekt war der Leipziger Bauingenieur Peter Kunze.
Sighard Gille schuf 1980–1981 inmitten der Bauarbeiten das 714 m² große und 31,80 m hohe Deckengemälde Gesang vom Leben für die Foyers. Es ist das größte Deckengemälde Europas und von keiner Stelle aus als Ganzes sichtbar. Unsichtbar für Besucher, weil übermalt und verschalt, befindet sich hier auch ein unvollendeter Wandfries des Malers Wolfgang Peuker.
Der Große Saal mit 1900 Plätzen besitzt eine ausgezeichnete Akustik, für die die Akustiker Wolfgang Fasold, Helgo Winkler, Hans-Peter Tennhardt und Eberhard Küstner verantwortlich zeichneten. Während des Baus wurde der Saal mehrere Male mit Soldaten der NVA besetzt, um die Akustik bei voller Auslastung zu testen. Der Orchesterleitspruch Res severa verum gaudium ist auch in diesem Haus präsent: Er befindet sich im Konzertsaal über dem Spielschrank der Schuke-Orgel. Ein dem normalen Konzertbesucher verborgen bleibender Ort dieses Leitspruchs befindet sich im Treppenaufgang des Dienstbereiches – dort verweist der erste Halbsatz Res severa (ernste Sache) auf den Eingang zu den Musiker- und Chorgarderoben und zur Bühne, der zweite Teil des Spruches Verum Gaudium (wahre Freude) hingegen auf die Kantine des Gewandhauses.
Das Eröffnungskonzert unter der Leitung des damaligen Gewandhauskapellmeisters Kurt Masur fand am 8. Oktober 1981 statt. Auf dem Programm standen Siegfried Thieles Gesänge an die Sonne und Ludwig van Beethovens Sinfonie Nr. 9. Tags zuvor, am Tag der Republik, fand ein Sonderkonzert unter der Leitung von Kurt Masur für alle am Bau des Gewandhauses Beteiligten statt.
Weil der Karl-Marx-Universität ein Audimax fehlte, durfte sie das Gewandhaus für Immatrikulationsfeiern und einige andere festliche Veranstaltungen nutzen. Im Herbst 1989 kam dem Gewandhaus politische Bedeutung zu. Kurt Masur öffnete das Haus für die sogenannten „Gewandhausgespräche“, öffentliche Diskussionsrunden, in denen über die Reformen und die Zukunft der DDR debattiert wurde. Damit wurde das Gewandhaus zu einer Plattform für die politische Opposition der DDR.
Der Kleine Saal mit 498 Plätzen und sechseckigem Grundriss wurde 1997 ebenfalls von Rudolf Skoda zum Mendelssohn-Saal umgebaut; er wird vor allem für Kammermusik genutzt. Mit dem Umbau erfolgte eine akustische Optimierung und Umgestaltung, auch, um ihn für Sprachdarbietungen gut nutzen zu können. Es kamen geänderte Resonatoren und Absorber zum Einbau. Die Nachhallzeit im Tieftonbereich wurde dabei deutlich reduziert. Im mittleren Frequenzbereich sank sie geringfügig gegenüber dem Zustand von 1981 ab und lag 1998 nun zwischen 1,8 Sekunden im halbbesetzten und 2 Sekunden im leeren Saal. Die Nachhallzeit in Abhängigkeit von der Frequenz entspricht nun deutlich besser der des Großen Saales.
2001 entwarf Peter Kulka den MDR-Kubus, der über eine Brücke direkt mit dem Gewandhaus verbunden ist.
Bis zur Spielzeit 2014/2015 trat das Gewandhaus mit den zwei parallel geführten Marken „Gewandhaus zu Leipzig“ und „Gewandhausorchester“ auf. Dies wurde jedoch im Zuge eines umfassenden Corporate-Identity-Wechsels abgeschafft, so dass Gewandhaus und Gewandhausorchester jetzt unter dem einheitlichen Namen „Gewandhausorchester“ auftreten. Das „Gewandhaus zu Leipzig“ besitzt damit kein eigenes Hauslogo mehr.

Logo des Gewandhauses zu Leipzig bis 2015
Logo des Gewandhaus-Orchesters bis 2015
Gemeinsames Logo seit 2015

2023 wurde auf Initiative von Gewandhausdirektor Andreas Schulz die Stiftung Zukunft Gewandhaus zu Leipzig ins Leben gerufen. Sie wurde am 2. November 2023 gegründet und am 7. Dezember 2023 von der Stiftungsbehörde der Landesdirektion Sachsen als rechtsfähig anerkannt. Die Förderstiftung bürgerlichen Rechts mit Sitz in Leipzig soll als zeitgemäße Komplettierung und als langfristig tragende Säule der Finanzarchitektur des Gewandhauses die Zukunft des Konzerthauses und seines Orchesters sowie deren stetige Weiterentwicklung sichern. Der satzungsmäßige Zweck der Stiftung ist die Förderung von Kunst und Kultur, insbesondere Musik, des internationalen und nationalen kulturellen Austauschs sowie die Förderung der musikalischen Bildung, Erziehung und Musikvermittlung für alle Alters- und Zielgruppen, die Förderung der Wissenschaft und Forschung und die Förderung mildtätiger Zwecke.

### Orgeln

#### Schuke-Orgel

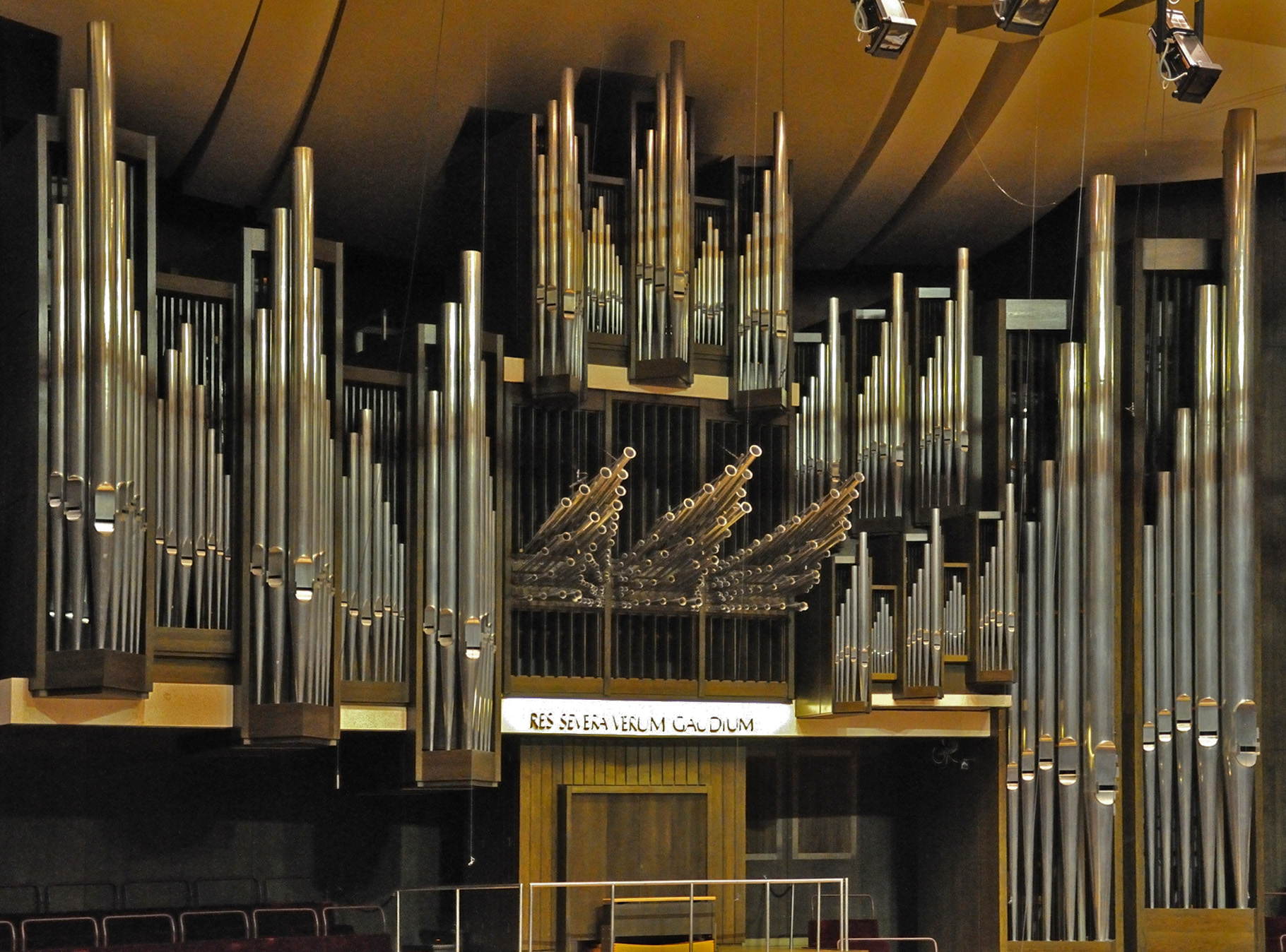
Prospekt der Gewandhausorgel mit gut erkennbarem Werkaufbau (2009)

Im ab 1977 erbauten Neuen Gewandhaus schuf die Orgelbaufirma VEB Potsdamer Schuke Orgelbau 1981 mit ihrem Opus 499 eine Konzertorgel mit anfangs 89 Registern und 6638 Pfeifen auf vier Manualen und Pedal. Diese war damals der größte Orgelneubau in der DDR und auch das bis dahin größte Werk der Fa. Schuke. Das Schleifladen-Instrument verfügt seit einer Erweiterung 2008 über 91 Register mit 6.845 Pfeifen. Es ist mit mechanischen (fester Spieltisch) und elektrischen (fahrbarer Spieltisch) Spieltrakturen sowie elektrischen Registertrakturen ausgestattet.
Das Schwellwerk befindet sich über dem Spielschrank, das Oberwerk über dem Schwellwerk. Das Hauptwerk steht auf der linken Seite, das Positiv und das Pedalwerk auf der rechten Seite. Das Pedalwerk ist in Groß- und Kleinpedal unterteilt, letzteres befindet sich im Prospekt zwischen Groß-Pedal und Oberwerk. Das Positiv mit seinem 4′-Prinzipal im Prospekt steht unter dem Klein-Pedal. Da die größte Prospektpfeife, das Subkontra E (20,6 Hz) des Principal 32′, mit ihrer klingenden Länge von ca. 7,50 m und einer Gesamtlänge von ca. 9,6 m bereits bis knapp unter die Decke reicht, wurden die Pfeifen für die tiefsten Töne C – Dis als gedackte (oben geschlossene) Pfeifen, die mit der halben Länge einer offenen Pfeife auskommen, gebaut. Diese stehen baumstammdick hinter dem Prospekt im Pedalturm. Die Disposition erlaubt die Wiedergabe von Musik verschiedener Stilepochen. Eine Besonderheit ist das Trompetenwerk, dessen Zungenpfeifen horizontal über dem Spielschrank in den Raum hineinragen. Solche Horizontaltrompeten nennt man aufgrund ihrer Herkunft Spanische Trompeten.
Die Orgel ist über 15 m breit, und etwa 11 m hoch. Das Gehäuse besteht aus Sibirischer Lärche.
1987 erhielt die Orgel ihren bereits 1977 konzipierten Endausbauzustand. Der Orgelteile-Hersteller Otto Heuss in Lich entwickelte dazu einen zweiten, mobilen Spieltisch. Er kann an beliebiger Stelle auf dem Orchesterpodium positioniert werden und schickt seine Signale – erstmals im Orgelbau – digital über einen Lichtwellenleiter. Diese Lichtleiterkabel wurden von der NASA für Weltraumzwecke entwickelt und durften deshalb normalerweise nicht in die DDR exportiert werden. Der damalige Bundeswirtschaftsminister Bangemann, ein Freund des Gewandhauses, erwirkte jedoch für den Einsatz in einer Orgel eine Ausnahmegenehmigung.
2008 unterzog Fa. Schuke die Orgel einer Generalreinigung. In diesem Zusammenhang wurden die Elektrik erneuert, zwei zusätzliche Register eingebaut und die Elektronik auf ein computergestütztes Steuerungssystem umgestellt. Das Unternehmen Vogtländischer Orgelbau Thomas Wolf lieferte die Holzpfeifen für den Untersatz 32' (= Register Nr. 72).
| I Schwellwerk C–a3 |               |        |
| 01.                | Bordun        | 16′    |
| 02.                | Holzprincipal | 08′    |
| 03.                | Spillpfeife   | 08′    |
| 04.                | Gambe         | 08′    |
| 05.                | Salicional    | 08′    |
| 06.                | Schwebung     | 08′    |
| 07.                | Oktave        | 04′    |
| 08.                | Nachthorn     | 04′    |
| 09.                | Fugara        | 04′    |
| 10.                | Hohlquinte    | 2 ⁄3′  |
| 11.                | Oktave        | 02′    |
| 12.                | Waldflöte     | 02′    |
| 13.                | Terz          | 1 3⁄5′ |
| 14.                | Quinte        | 1 ⁄3′  |
| 15.                | Septime       | 1 ⁄7′  |
| 16.                | Mixtur VI     | 02′    |
| 17.                | Bombarde      | 16′    |
| 18.                | Tromp. harm.  | 08′    |
| 19.                | Oboe          | 08′    |
| 20.                | Clarine       | 04′    |
|                    | Tremulant     |        |

| II Hauptwerk C–a3 |                  |        |
| 21.               | Principal        | 16′    |
| 22.               | Oktave           | 08′    |
| 23.               | Rohrflöte        | 08′    |
| 24.               | Spitzflöte       | 08′    |
| 25.               | Großquinte       | 5 1⁄3′ |
| 26.               | Oktave           | 04′    |
| 27.               | Gedackt          | 04′    |
| 28.               | Quinte           | 2 ⁄3′  |
| 29.               | Oktave           | 02′    |
| 30.               | Großmixtur VIII  | 02′    |
| 31.               | Kleinmixtur V    | 01′    |
| 32.               | Cornett V (2008) | 08′    |
| 33.               | Trompete         | 16′    |
| 34.               | Trompete         | 08′    |
| 35.               | Feldtrompete     | 04′    |

| Trompetenwerk C–a3 |                    |        |
| 36.                | Horizontaltrompete | 16′    |
| 37.                | Horizontaltrompete | 08′    |
| 38.                | Horizontaltrompete | 5 1⁄3′ |
| 39.                | Horizontaltrompete | 04′    |

| III Oberwerk C–a3 |               |        |
| 40.               | Quintadena    | 16′    |
| 41.               | Principal     | 08′    |
| 42.               | Gedackt       | 08′    |
| 43.               | Trichterflöte | 08′    |
| 44.               | Oktave        | 04′    |
| 45.               | Rohrflöte     | 04′    |
| 46.               | Gemshorn      | 04′    |
| 47.               | Nassat        | 2 ⁄3′  |
| 48.               | Oktave        | 02′    |
| 49.               | Feldpfeife    | 02′    |
| 50.               | Terz          | 1 3⁄5′ |
| 51.               | Quinte        | 1 ⁄3′  |
| 52.               | Oktave        | 01′    |
| 53.               | Mixtur V      | 01′    |
| 54.               | Scharff IV    | 01′    |
| 55.               | Fagott        | 16′    |
| 56.               | Schalmei      | 08′    |
|                   | Glockenspiel  |        |
|                   | Tremulant     |        |

| IV Positivwerk C–a3 |                      |       |
| 57.                 | Holzgedackt          | 08′   |
| 58.                 | Quintadena           | 08′   |
| 59.                 | Principal            | 04′   |
| 60.                 | Blockflöte           | 04′   |
| 61.                 | Dulzflöte            | 04′   |
| 62.                 | Sesquialtera II      | 2 ⁄3′ |
| 63.                 | Spitzflöte           | 02′   |
| 64.                 | Nassat               | 1 ⁄3′ |
| 65.                 | Sifflöte             | 01′   |
| 66.                 | Scharff V            | 02′   |
| 67.                 | Cymbel III           | 01′   |
| 68.                 | Dulcianregal         | 16′   |
| 69.                 | Krummhorn            | 08′   |
| 70.                 | Vox humana           | 08′   |
|                     | Große Cymbelglocken  |       |
|                     | Kleine Cymbelglocken |       |
|                     | Tremulant            |       |

| Pedal C–g1 |                  |         |
| 71.        | Principal Anm. 1 | 32′     |
| 72.        | Untersatz (2008) | 32′     |
| 73.        | Principal        | 16′     |
| 74.        | Offenbaß         | 16′     |
| 75.        | Subbaß           | 16′     |
| 76.        | Salicetbaß       | 16′     |
| 77.        | Quinte           | 10 2⁄3′ |
| 78.        | Oktave           | 08′     |
| 79.        | Hohlflöte        | 08′     |
| 80.        | Gedacktbaß       | 08′     |
| 81.        | Oktave           | 04′     |
| 82.        | Pommer           | 04′     |
| 83.        | Bauernpfeife     | 02′     |
| 84.        | Rohrflötenbaß    | 01′     |
| 85.        | Hintersatz IV    | 08′     |
| 86.        | Mixtur VI        | 04′     |
| 87.        | Posaune          | 32′     |
| 88.        | Posaune          | 16′     |
| 89.        | Dulcian          | 16′     |
| 90.        | Trompete         | 08′     |
| 91.        | Clairon          | 04′     |

- Koppeln
  - Normalkoppeln: II/I, III/I, IV/I, I/II, III/II, IV/II, I/III, IV/III, I/P, II/P, III/P, IV/P
  - diverse Sub- und Superoktavkoppeln
  - Trompetenwerk an I, II, III, P
- Spielhilfen: 10.000-fache elektronische Setzerkombination, Setzeranlage, Registercrescendo

#### Wegscheider-Orgel
2018 erhielt das Gewandhaus eine transportable Saalorgel, das op. 107 der Dresdner Orgelbaufirma Wegscheider. Sie besteht aus zwei Teilorgeln, einer Kleinorgel und einer Truhenorgel, die separat oder zusammen gespielt werden können und insgesamt 13 Register enthalten. Diese Orgel mit Schleifladen und mechanischen Spiel- und Registertrakturen ist auch im Mendelssohn-Saal einsetzbar.
| Hauptorgel 1. Manual C–f3 |           |                        |
| 1.                        | Principal | 08′0Holz / Metall      |
| 2.                        | Rohrflöte | 08′0Holz ab g0 R.flöte |
| 3.                        | Octave    | 04′0Metall             |
| 4.                        | Quinte    | 03′0Holz ab F Metall   |
| 5.                        | Octave    | 02′0Zinn               |
| 6.                        | Quinte    | 01 ⁄3′0Zinn            |
| 7.                        | Cymbel    | 02fach0Zinn            |
| 8.                        | Oboe      | 08′0Metall (kräftig)   |

| Truhenorgel 2. Manual C–f3 |         |              |
| 1.                         | Gedackt | 08′0Holz     |
| 2.                         | Flöte   | 04′0Holz     |
| 3.                         | Flöte   | 02′0Metall   |
| 4.                         | Nasal   | 02 ⁄30ab c1  |
| 5.                         | Terz    | 01 3⁄50ab c1 |

| Pedal C–d1 |           |         |
| 1.         | Prinzipal | 0(W) 8′ |
| 2.         | Oboe      | 0(W) 8′ |

- Pedalkoppel 00   (W)=Wechselschleife

### Trivia

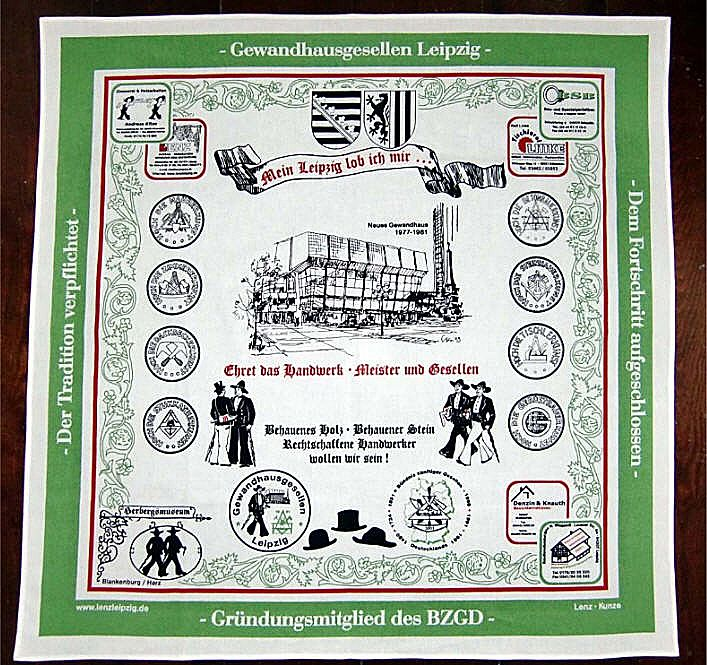
Charlottenburger der Gewandhausgesellen Leipzig

Anlässlich der Eröffnung des Neubaus gründeten die Erbauer des Gewandhauses 1981 eine Vereinigung von Handwerkern, die Gewandhausgesellen Leipzig. Aufgenommen wurden Maurer, Zimmerleute, Dachdecker, Stuckateure, Betonbauer, Steinmetze, Tischler und Gerüstbauer, deren Zunftzeichen auf ihrem Vereinstuch, dem sogenannten Charlottenburger, dargestellt sind. Nicht nur Gesellen, auch Meister, Poliere und Bauingenieure gehören dazu. Ihr Erkennungszeichen ist eine kleine, runde, grüne Anstecknadel am linken Hemdkragen, auf der das Zunftzeichen der Betonbauer dargestellt ist. 2016 konnten die Gewandhausgesellen Leipzig ihr 35-jähriges Jubiläum begehen.

## Gewandhauskapellmeister
siehe Liste von Dirigenten am Gewandhaus

## Uraufführungen
Im ersten Gewandhaus
- Ludwig van Beethoven: Klavierkonzert Nr. 5 (1811)
- Franz Schubert: Große Sinfonie in C-Dur (21. März 1839)
- Robert Schumann: Sinfonie Nr. 1 „Frühlingssinfonie“ op. 38 (31. März 1841)
- Robert Schumann: Sinfonie Nr. 4 op. 120 (1. Fassung, 1841)
- Felix Mendelssohn Bartholdy: Sinfonie Nr. 3 „Schottische“ (3. März 1842)
- Felix Mendelssohn Bartholdy: Violinkonzert e-Moll op. 64 (13. März 1845)
- Robert Schumann: Sinfonie Nr. 2 op. 61 (5. November 1846)
- Richard Wagner: Vorspiel zu Die Meistersinger von Nürnberg (2. Juni 1862)
- Johannes Brahms: Ein deutsches Requiem (Uraufführung des vollständigen Werkes am 18. Februar 1869)
- Johannes Brahms: Violinkonzert D-Dur op. 77 (1. Januar 1879)

Im zweiten Gewandhaus
- Max Reger: Violinkonzert A-Dur op. 101 (15. Oktober 1908)
- Max Reger: Klavierkonzert f-Moll op. 114 (15. Dezember 1910)
- Antonín Dvořák: Cellokonzert A-Dur (komplettiert von Günter Raphael, 24. Oktober 1929)

Im dritten Gewandhaus
- Alfred Schnittke: Sinfonie Nr. 3 (5. November 1981)
- Siegfried Matthus: Neun sinfonische Intermezzi zu Schillers Ode an die Freude (9. November 2009)
- Krzysztof Penderecki: 2. Violinkonzert „Metamorphosen“ (24. Juni 1995)
- Gediminas Gelgotas: Sinfonie Nr. 1 Extracultural (17. Januar 2015)
- Wilhelm Petersen: Violinkonzert d- moll op. posth. 4 von 1943–45 (am 23. März 2025)[50]

## Tonträger
- CD „Edition Gewandhausorchester, Volume 1“, Label: Querstand, enthält auch Aufnahmen des Reichsrundfunks aus dem zweiten Gewandhaus[51]
- LP „Die Schukeorgel im Neuen Gewandhaus zu Leipzig“, Label: Eterna 8 27 814, Aufnahmen mit Matthias Eisenberg von 1983
- CD „Orgelkonzert im Neuen Gewandhaus zu Leipzig“, Label: Ars Vivendi, Nr. 2200 199, Aufnahmen mit Michael Schönheit von 1987